# Reichshoffen
Cet article possède un paronyme, voir Eichhoffen.
Reichshoffen (prononcé [ʁaiʃ(s)ofən] ou [ʁaiçsofən]) est une commune française située dans le nord de la circonscription administrative du Bas-Rhin et, depuis le 1er janvier 2021, dans le territoire de la Collectivité européenne d'Alsace, en région Grand Est, à 180 m d’altitude. La commune est située à 50 km au nord-ouest de Strasbourg, à mi-chemin entre Haguenau et Bitche, presqu’à la limite de la région historique et culturelle d'Alsace. Elle est bureau centralisateur du canton de Reichshoffen. Elle compte 5 407 habitants et s'étend sur 1 760 ha. Ses habitants sont appelés les Reichshoffenois.
En 1972, Reichshoffen fusionne avec le village de Nehwiller, petite commune rurale de 402 habitants et de 273 ha, qui est devenu commune associée. Depuis le 5 août 1961, Reichshoffen est jumelée avec la ville allemande de Kandel (Palatinat).
La ville de Reichshoffen est connue pour la bataille éponyme, la célèbre bataille de Reichshoffen, défaite française de la guerre de 1870 qui ouvrit aux coalisés allemands la route de Paris.
Berceau de l'entreprise De Dietrich, Reichshoffen a connu dès le XVIIIe siècle un rapide essor industriel qui laisse aujourd'hui encore son empreinte par la présence de grandes entreprises comme Alstom, groupe Vossloh sous le nom Vossloh Cogifer, Tréca… La ville garde de nombreux témoins de son passé, notamment trois monuments historiques : église Saint-Michel, le château De Dietrich, l’Altkirch, ainsi que des remparts et des tours de guets médiévaux. L'histoire de la ville est relatée dans le Musée historique et industriel (dit « Musée du Fer »). C'est un des 10 musées fonctionnant en réseau au sein du parc naturel régional des Vosges du Nord.

## Géographie

### Localisation
La commune de Reichshoffen est située à 3 km de Niederbronn-les-Bains, 3,3 de Gundershoffen et 18,3 de Haguenau.
| Niederbronn-les-Bains | Windstein    | Langensoultzbach |
| Oberbronn             | Reichshoffen | Frœschwiller     |
| Gumbrechtshoffen      |              | Gundershoffen    |

### Géologie et relief
La commune se compose de 400,05 hectares de territoires artificialisés (23,41 %), 850,69 hectares de territoires agricoles (49,78 %), 432,49 hectares de forêts et milieux semi-naturels (25,31 %) et 25,58 hectares de surfaces en eau (1,50 %).
Espaces naturels :
- Six espaces protégés hors Natura 2000 :

Vosges Du Nord : Réserve de Biosphère, zone centrale ; Réserve de Biosphère, zone tampon ; Réserve de Biosphère, zone de transition ; Parc naturel régional.
L'Eiblen Et L'Illfeld : Réserve naturelle régionale.
Plan D'Eau De Reichshoffen : Réserve naturelle régionale.
- Un espace protégé Natura 2000 :

La Moder et ses affluents.
- Trois zones naturelles d'intérêt écologique, faunistique et floristique (Znieff) :

Paysage de collines avec vergers du Pays de Hanau.
Prairies et vergers du piémont vosgien à Niederbronn et Reichshoffen.
Cours amont de la Moder et de ses affluents.
Commune membre du parc naturel régional des Vosges du Nord, à 50 kilomètres au nord de Strasbourg, entre Haguenau et Bitche.
Reichshoffen est située à la frontière entre la forêt des Vosges du Nord et les vergers qui ouvrent sur la plaine d'Alsace.
- Hydrogéologie et climatologie : Système d’information pour la gestion de l’Aquifère rhénan :

Territoire communal : Occupation du sol (Corinne Land Cover); Cours d'eau (BD Carthage),
Géologie : Carte géologique; Coupes géologiques et techniques,
 Hydrogéologie : Masses d'eau souterraine; BD Lisa; Cartes piézométriques.

### Réserve naturelle régionale de Reichshoffen

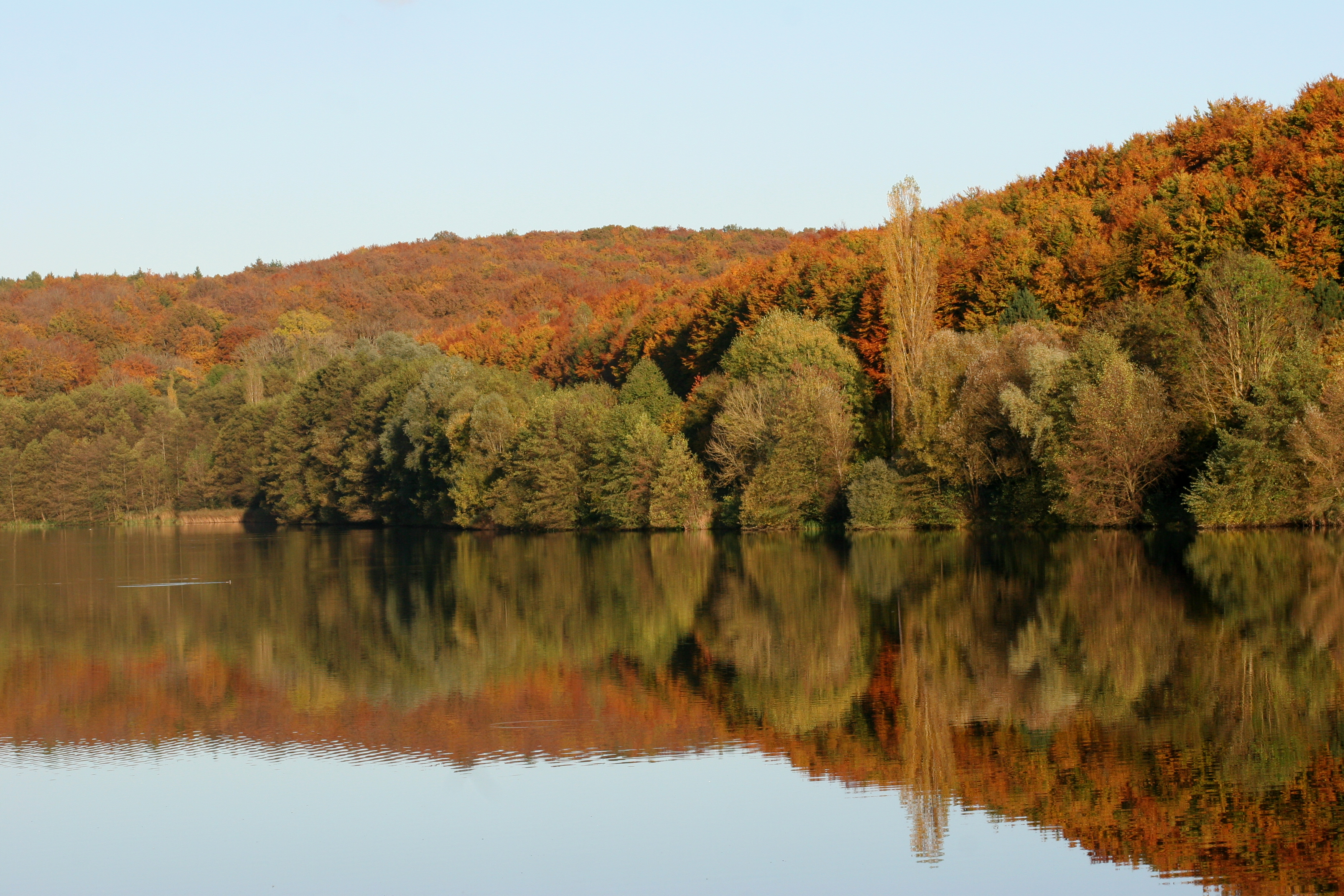
Réserve naturelle régionale du plan d'eau de Reichshoffen.

Le plan d'eau de Reichshoffen, situé à 2 km au nord de la ville, au lieu-dit Wohlfahrtshoffen, en direction de Jaegerthal, est une retenue d'eau artificielle classée réserve naturelle régionale en 1992. Propriété de la ville de Reichshoffen, elle occupe une surface de 24,16 hectares au sein du parc naturel régional des Vosges du Nord.
Le plan d'eau a été creusé en 1982 pour régulariser le débit du Schwarzbach et sécuriser le centre ancien contre les inondations. Cours d'eau sur grès, le Schwarzbach appartient au site classé Natura 2000 "la Moder et ses affluents". Site naturel remarquable, le plan d'eau de Reichshoffen est entouré de forêts, notamment les massifs de l’Eyler et du Neuwald.
Peu à peu, le site a été a aménagé pour le tourisme de proximité : chemin de promenade autour du plan d’eau, aire de pique-nique et de repos, sentier botanique dans la forêt voisine… Un poste d’observation des oiseaux a été installé en 2020.
La présence de nombreuses espèces naturelles a conduit à la création d'une réserve naturelle volontaire en 1992. Le reclassement en réserve naturelle régionale intervient en novembre 2014.
Le plan d'eau de Reichshoffen présente en effet les caractéristiques spécifiques aux milieux humides : étang, cariçaie, phragmitaie, saulaie, aulnaie, qui ont permis le développement d'une avifaune riche et diversifiée. 130 espèces ont été recensées depuis 1982 sur le plan d’eau ou dans les zones humides du pourtour, dont une quarantaine d’espèces nicheuses qui s’y reproduisent (Grèbe huppé, Rousserolle effarvatte, Bruant des roseaux) – viennent pour hiverner (Fuligules morillon et milouin, le Canard pilet, le Grèbe castagneux) – ou l’utilisent comme point d’étape dans leur migration vers le sud ou l’ouest (Chevalier guignette, Balbuzard pêcheur, Garrot à œil d'or, Milan noir et Mouette rieuse).
Le plan d'eau sert également de lieu de ponte pour plusieurs amphibiens : le Crapaud commun, la Grenouille rousse, la Grenouille verte ou le Triton palmé. Des Sonneurs à ventre jaune ont été observés dans les mares environnantes.
Le plan d'eau présente un peuplement piscicole important : carpes, truites, mais aussi brochets qui trouvent à l’amont du plan d’eau des zones propices pour la fraie.
Parmi les mammifères remarquables présents sur le site, on peut observer le Rat des moissons qui vit dans les friches, le Putois qui fréquente les zones humides et le Vespertilion de Daubenton (une chauve-souris) qui chasse sur l’étang.
Enfin, on peut y observer certains insectes dont le cuivré des marais, un papillon rare dans les Vosges du Nord et en déclin prononcé en Alsace.
Du point de vue de la flore, le plan d'eau de Reichshoffen abrite de nombreuses espèces dont le lychnis fleur de coucou, l’orchis de mai, l’orchis incarnat ou l’iris faux-acore.

### Hydrographie et les eaux souterraines
Hydrogéologie et climatologie : Système d’information pour la gestion des eaux souterraines du bassin Rhin-Meuse :
Territoire communal : Occupation du sol (Corinne Land Cover); Cours d'eau (BD Carthage),
Géologie : Carte géologique; Coupes géologiques et techniques,
 Hydrogéologie : Masses d'eau souterraine; BD Lisa; Cartes piézométriques.

#### Réseau hydrographique
La commune est dans le bassin versant du Rhin au sein du bassin Rhin-Meuse. Elle est drainée par le ruisseau le Falkensteinbach, le ruisseau le Schwarzbach, le ruisseau la Lauterbach, le ruisseau le Gimbelsbrunnen et le ruisseau le Klamm,.
Le Falkensteinbach, d'une longueur totale de 27,2 km, prend sa source dans la commune de Bitche et se jette  dans la Zinsel du Nord à Gundershoffen, après avoir traversé huit communes. Les caractéristiques hydrologiques du Falkensteinbach sont données par la station hydrologique située sur la commune de Gundershoffen. Le débit moyen mensuel est de 1,57 m3/s. Le débit moyen journalier maximum est de 17,3 m3/s, atteint lors de la crue du 8 janvier 2011. Le débit instantané maximal est quant à lui de 24 m3/s, atteint le 8 décembre 2010.
Le Schwarzbach, d'une longueur totale de 23,8 km, prend sa source dans la commune de Roppeviller et se jette  dans la Falkensteinerbach sur la commune, en limite avec Kalhausen, après avoir traversé six communes.

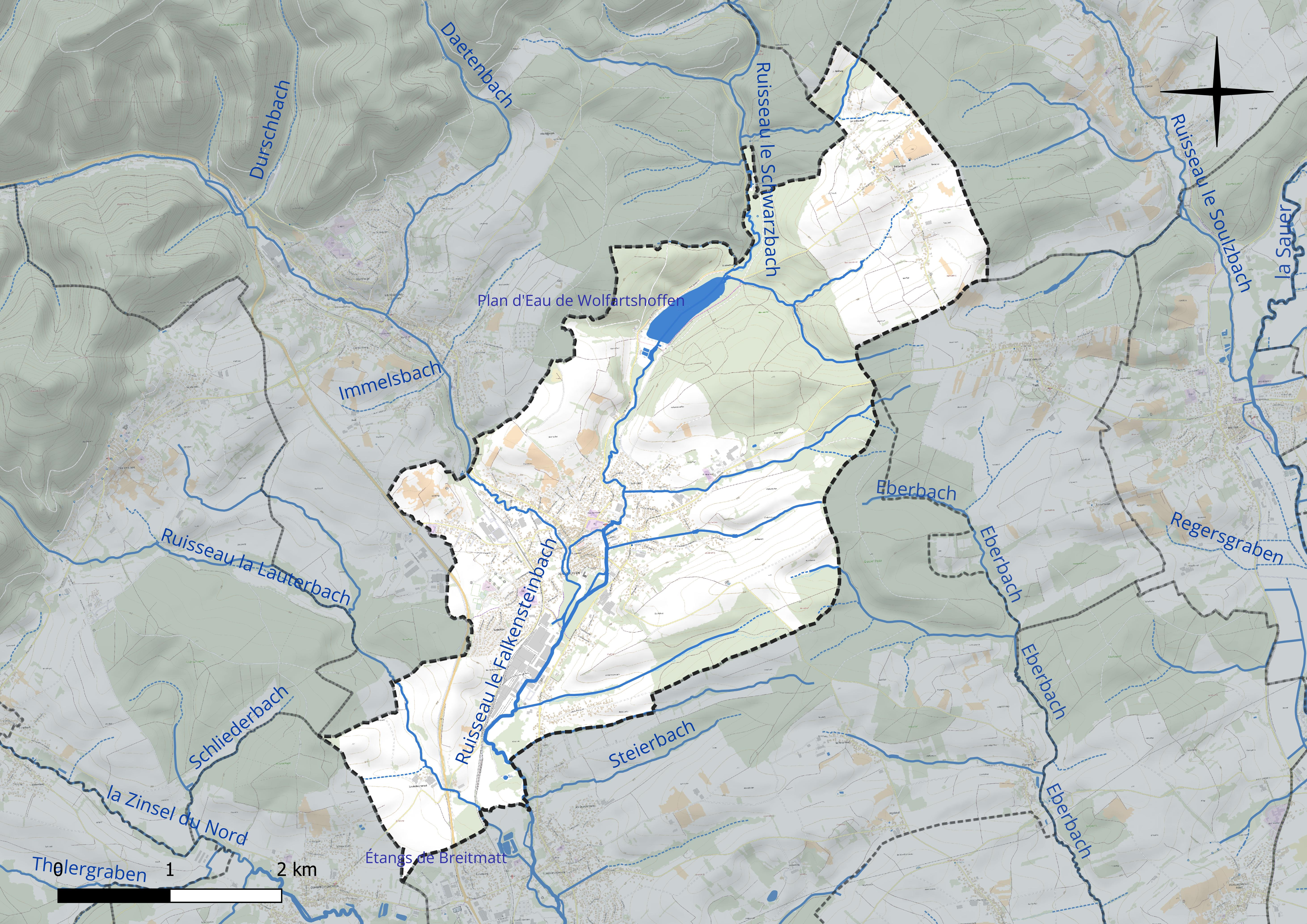
Réseau hydrographique de Reichshoffen.

Un plan d'eau complète le réseau hydrographique : le plan d'eau de Wolfartshoffen (16,4 ha),. Ce plan d'eau est classé en réserve naturelle régionale.

#### Gestion et qualité des eaux
Le territoire communal est couvert par le schéma d'aménagement et de gestion des eaux (SAGE) « Moder ». Ce document de planification concerne le bassin versant de la Moder dont le territoire s'étend sur 1 720 km2. Le périmètre a été arrêté le 25 janvier 2006. La commission locale de l'eau a été créée le 12 juillet 2007, puis modifiée le 14 décembre 2021. La structure porteuse de l'élaboration et de la mise en œuvre est le Syndicat des eaux et de l’assainissement Alsace-Moselle (SDEA).
La qualité des cours d’eau peut être consultée sur un site dédié géré par les agences de l’eau et l’Agence française pour la biodiversité.

### Climat
Pour des articles plus généraux, voir Climat du Grand Est et Climat du Bas-Rhin.
En 2010, le climat de la commune est de type climat des marges montargnardes, selon une étude du Centre national de la recherche scientifique s'appuyant sur une série de données couvrant la période 1971-2000. En 2020, Météo-France publie une typologie des climats de la France métropolitaine dans laquelle la commune est exposée à un climat semi-continental et est dans la région climatique Vosges, caractérisée par une pluviométrie très élevée (1 500 à 2 000 mm/an) en toutes saisons et un hiver rude (moins de 1 °C).
Pour la période 1971-2000, la température annuelle moyenne est de 10,4 °C, avec une amplitude thermique annuelle de 17,7 °C. Le cumul annuel moyen de précipitations est de 774 mm, avec 10,2 jours de précipitations en janvier et 10,1 jours en juillet. Pour la période 1991-2020, la température moyenne annuelle observée sur la station météorologique de Météo-France la plus proche, « Uhrwiller_sapc », sur la commune de Uhrwiller à 9 km à vol d'oiseau, est de 10,9 °C et le cumul annuel moyen de précipitations est de 740,0 mm. 
La température maximale relevée sur cette station est de 38,7 °C, atteinte le 7 août 2015 ; la température minimale est de −18 °C, atteinte le 20 décembre 2009,,.
| Mois                                  | jan.           | fév.           | mars           | avril         | mai           | juin          | jui.          | août          | sep.          | oct.          | nov.          | déc.          | année     |
| ------------------------------------- | -------------- | -------------- | -------------- | ------------- | ------------- | ------------- | ------------- | ------------- | ------------- | ------------- | ------------- | ------------- | --------- |
| Température minimale moyenne (°C)     | −0,4           | −0,6           | 1,6            | 5,1           | 8,9           | 12,1          | 13,8          | 13,1          | 9,8           | 6,4           | 3,2           | 0,4           | 6,1       |
| Température moyenne (°C)              | 2,2            | 2,8            | 6,3            | 11,1          | 14,7          | 18,2          | 20,1          | 19,2          | 15,9          | 11            | 6,3           | 3             | 10,9      |
| Température maximale moyenne (°C)     | 4,8            | 6,2            | 11             | 17,1          | 20,5          | 24,3          | 26,5          | 25,4          | 21,9          | 15,7          | 9,3           | 5,5           | 15,7      |
| Record de froid (°C) date du record   | −14,4 11.01.09 | −16,3 12.02.12 | −15,1 01.03.05 | −5,8 04.04.22 | −0,8 07.05.19 | 2,7 08.06.05  | 5,8 31.07.15  | 4,5 26.08.18  | 0,8 20.09.12  | −5,9 29.10.12 | −7,9 30.11.10 | −18 20.12.09  | −18 2009  |
| Record de chaleur (°C) date du record | 17,6 01.01.23  | 19 27.02.19    | 24,6 31.03.21  | 29,6 21.04.18 | 34,2 27.05.05 | 37,7 09.06.14 | 38,3 03.07.15 | 38,7 07.08.15 | 33,4 15.09.20 | 29,3 13.10.23 | 22,6 02.11.20 | 19,3 31.12.22 | 38,7 2015 |
| Précipitations (mm)                   | 62,2           | 46,7           | 50,9           | 43,1          | 79,3          | 67,9          | 72,9          | 74,1          | 48,8          | 64,9          | 59,1          | 70,1          | 740       |

| Diagramme climatique                                  |             |           |             |             |              |              |              |             |             |            |            |
| J                                                     | F           | M         | A           | M           | J            | J            | A            | S           | O           | N          | D          |
| 4,8−0,462,2                                           | 6,2−0,646,7 | 111,650,9 | 17,15,143,1 | 20,58,979,3 | 24,312,167,9 | 26,513,872,9 | 25,413,174,1 | 21,99,848,8 | 15,76,464,9 | 9,33,259,1 | 5,50,470,1 |
| Moyennes : • Temp. maxi et mini °C • Précipitation mm |             |           |             |             |              |              |              |             |             |            |            |

Les paramètres climatiques de la commune ont été estimés pour le milieu du siècle (2041-2070) selon différents scénarios d'émission de gaz à effet de serre à partir des nouvelles projections climatiques de référence DRIAS-2020. Ils sont consultables sur un site dédié publié par Météo-France en novembre 2022.

## Urbanisme

### Typologie
Au 1er janvier 2024, Reichshoffen est catégorisée petite ville, selon la nouvelle grille communale de densité à sept niveaux définie par l'Insee en 2022.
Elle appartient à l'unité urbaine de Reichshoffen-Niederbronn-les-Bains, une agglomération intra-départementale regroupant quatre  communes, dont elle est ville-centre,,. Par ailleurs la commune fait partie de l'aire d'attraction de Reichshoffen, dont elle est la commune-centre,. Cette aire, qui regroupe 1 communes, est catégorisée dans les aires de moins de 50 000 habitants,.

### Occupation des sols
L'occupation des sols de la commune, telle qu'elle ressort de la base de données européenne d’occupation biophysique des sols Corine Land Cover (CLC), est marquée par l'importance des territoires agricoles (49,7 % en 2018), en diminution par rapport à 1990 (51,5 %). La répartition détaillée en 2018 est la suivante : forêts (25,3 %), terres arables (20,1 %), zones urbanisées (18,6 %), prairies (18,1 %), zones agricoles hétérogènes (8,4 %), zones industrielles ou commerciales et réseaux de communication (3,4 %), cultures permanentes (3,2 %), espaces verts artificialisés, non agricoles (1,5 %), eaux continentales (1,5 %). L'évolution de l’occupation des sols de la commune et de ses infrastructures peut être observée sur les différentes représentations cartographiques du territoire : la carte de Cassini (XVIIIe siècle), la carte d'état-major (1820-1866) et les cartes ou photos aériennes de l'IGN pour la période actuelle (1950 à aujourd'hui).

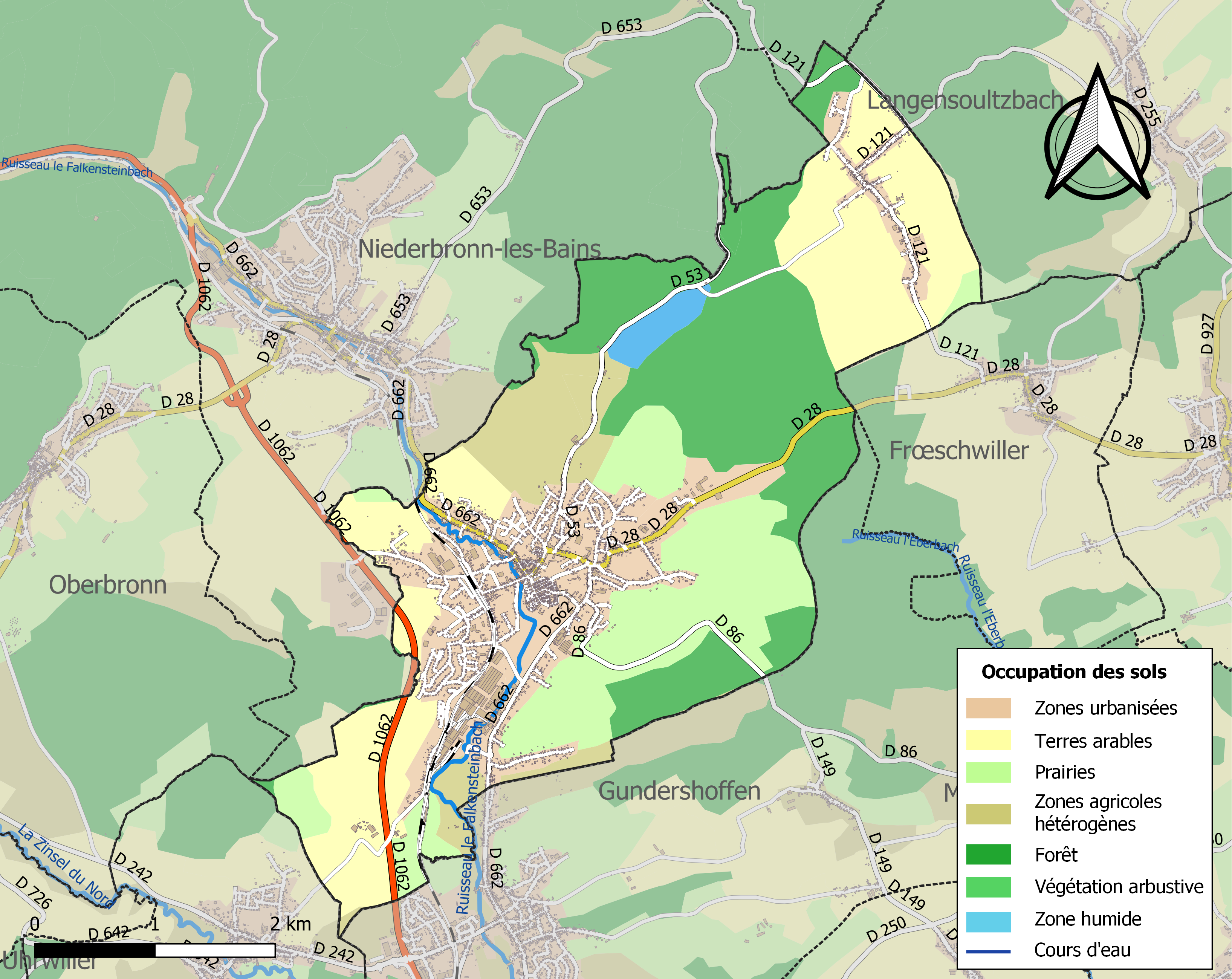
Carte des infrastructures et de l'occupation des sols de la commune en 2018 (CLC).

Sur le centre ancien une zone de protection du patrimoine architectural, urbain et paysager (ZPPAUP) a été prévue.
Reichshoffen est par ailleurs partie prenante du plan local d'urbanisme intercommunal du Pays de Niederbronn-les-Bains,.

### Voies de communications et transports

#### Voies routières
Autoroutes proches :
- A4 : échangeur no 6 Hochfelden ;
- A340 : RN 340 Haguenau, Wahlenheim, D 421 Brumath - Mommenheim.

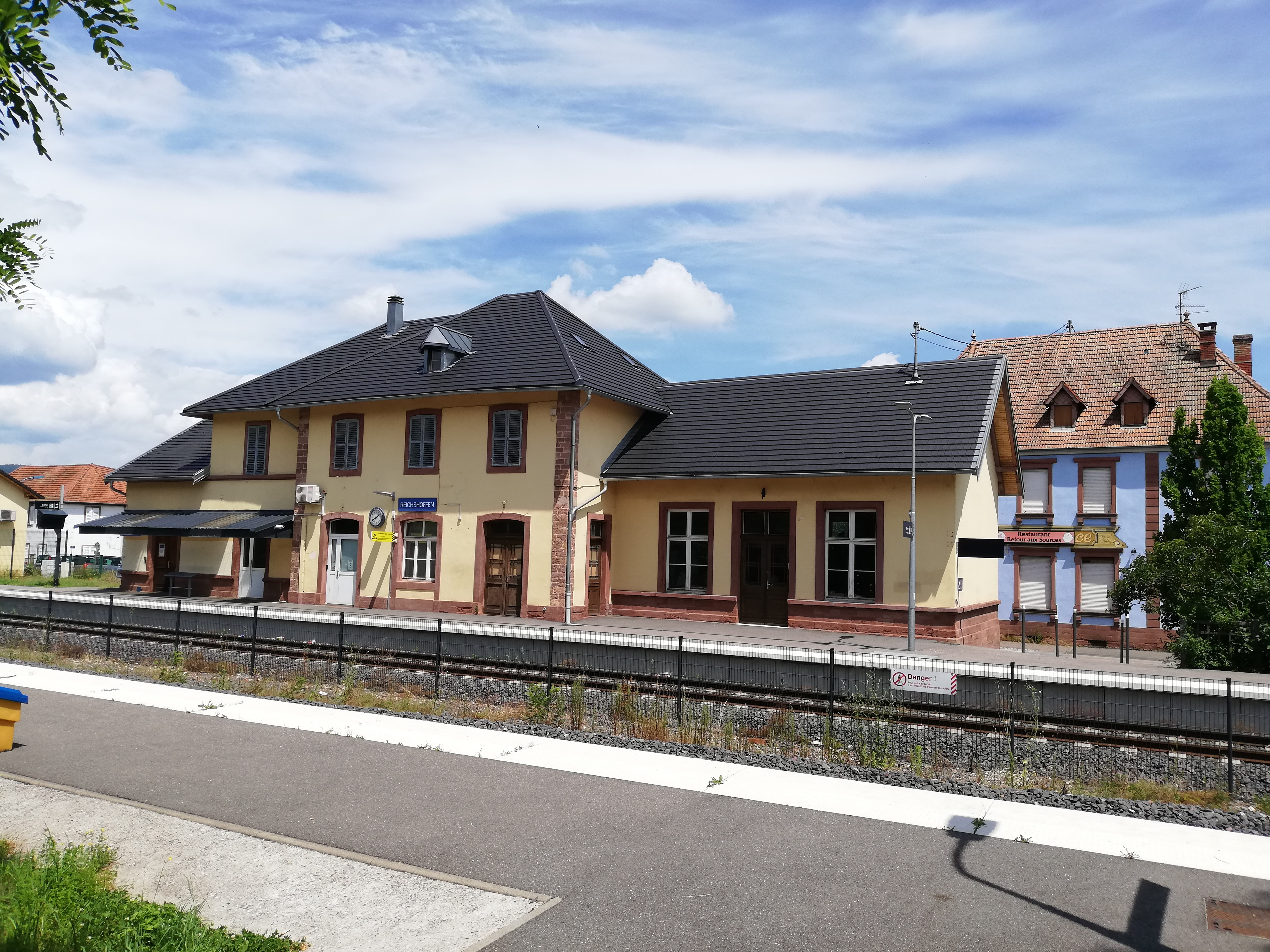
Gare de Reichshoffen-Ville.

#### Transports en commun
- Le Réseau Fluo Grand Est 67 est le réseau de transport en commun dans le Bas-Rhin[41].
- Bus Virail[42].

#### Transports aériens
Deux aéroports existent à proximité, à 55 minutes : l'Aéroport de Strasbourg-Entzheim et l'Aéroport de Karlsruhe-Baden-Baden appelé également Baden-Airpark, en Allemagne.

### Risques majeurs
- Dossier départemental des risques majeurs[43],[44].

Plan de prévention du risque inondation (PPRI) de la Moder
Risque sismique : Commune située dans une zone de sismicité modérée.

## Toponymie
Le nom de « Reichshoffen » est composé de « Reich » (Empire en allemand) et « hoffen » (le domaine, la cour). Reichshoffen signifie donc « domaine d'Empire », ou « cour d'Empire ». Historiquement, Reichshoffen était en effet une terre appartenant à l'Empereur du Saint Empire Romain Germanique.

## Histoire

### Préhistoire
Les premières traces de la présence de l'Homme à Reichshoffen datent du bronze final entre 1050 et 950 av. J.-C. Cependant, des découvertes archéologiques laissent supposer une occupation plus ancienne du site.
. Des silex taillés ont été retrouvés dans le sol, témoins des outils utilisés au paléolithique (couteau, faucille…). Des outils du néolithique ainsi que des traces de poteries ont été mises au jour, témoignant d'une activité artisanale de 6000 à 1500 avant notre ère. La présence de tessons de poteries ratées laisse à penser que ces poteries étaient réalisés sur place. Cependant, il n'existe aucune preuve formelle d'une habitation durable sur le territoire, puisqu'aucune sépulture n'a été découverte.
Les plus anciennes sépultures mises au jour datent de l'âge de bronze ancien : une sépulture avec trois urnes à incinération, contenant un objet cultuel particulièrement rare a été découverte.

### Époque gallo-romaine
La construction de la voie ferrée Haguenau - Niederbronn a permis de découvrir de nombreux vestiges de l'époque gallo-romaine. De même, à l’emplacement de l’actuelle usine d’Alstom ont été retrouvées 200 urnes funéraires : une nécropole importante qui témoigne d’une occupation réelle et conséquente du territoire. Ces urnes, découvertes au XIXe siècle, ont toutes disparu aujourd’hui. Les archéologues de l’époque les conservaient dans la bibliothèque dominicaine, à Strasbourg, qui a été intégralement détruite pendant la guerre de 1870, faisant disparaître, entre autres, les vestiges trouvés à Reichshoffen. Nous n’en avons de traces que dans les archives historiques. Ces traces permettent d’envisager l’existence d’une agglomération importante, peut-être étendue jusqu’à la cité thermale de Niederbronn-les-Bains.
Les fouilles sur Reichshoffen démontrent l’existence d’un artisanat bien ancré dans la région. Des traces de hauts fourneaux attestent la présence d’un artisanat du fer à Reichshoffen dès l’époque romaine. De nombreuses pièces de monnaie ont été retrouvées, signe d’un commerce dynamique. Enfin, des ratés de cuissons permettent de savoir que des potiers étaient installés au IIe siècle.
La ville de Reichshoffen reste façonnée par son histoire : les délimitations cadastrales actuelles reprennent en partie les limites du cadastre romain. De même, les principales voies romaines sont les routes qu’on utilise encore aujourd’hui.

#### L'artisanat de métaux à Reichshoffen
La présence de bois et de minerais sur place permet le développement d'un artisanat du fer. Le minerai (hématite Fe2O3) provenait probablement de mines locales, exploitées à ciel ouvert ou dans des galeries. Le charbon de bois, seul combustible capable d'obtenir la température nécessaire à la production de fer, était produit avec le bois des forêts environnantes.
Le minerai de fer était déposé dans un bas-fourneau, un four dont la hauteur était limitée par l'écrasement des charges qui empêchait l'air de circuler. On obtenait ainsi des températures avoisinant les 1 200 °C, ce qui provoque la réduction du minerai de fer (loupe). Ce processus est long et difficile à obtenir et les résultats sont souvent aléatoires : si l'acier n'est pas assez carburé, la loupe obtenue est trop douce ; s'il est trop carburé, elle est dure est cassante, impropre au travail de la forge.
La loupe des bas-fourneaux était chauffée et battue par les forgerons afin d'en chasser les impuretés. Une fois épuré, le lopin de métal obtenu était martelé, étiré, plié et soudé sur lui-même afin de rendre le métal plus homogène. Les forgerons pouvaient alors réaliser des lames de couteaux ou d'épées, des outils de tout genre (haches, houe, ciseau de charpentier, clous…). Pour obtenir un acier de meilleure qualité, les forgerons soudaient des couches d'acier à haute et à basse concentration de carbone, afin de combiner la souplesse et la solidité des deux aciers.
Les objets mis au jour révèlent que les artisans travaillaient beaucoup le bronze à Reichshoffen. Le bronze est un alliage de cuivre (généralement 80 %) et de d'étain. Les fondeurs gallo-romains y ajoutaient du zinc, du plomb ou de l'argent pour confectionner outils, pièces de monnaie, armes ou objets d'art. Le bronze est facile à couler (il fond à 900 °C), il était notamment apprécié pour les armes car son tranchant est résistant et réaffûtable. De plus, les outils cassés ou usées peuvent être refondus. Les minerais utilisés à Reichshoffen étaient issus du commerce : l'étain venait des mines de Cornouailles en Grande-Bretagne et le cuivre de l'île de Chypre ou du Proche-Orient.

#### Vie religieuse à l'époque gallo-romaine
Le dieu le plus vénéré à Reichshoffen, comme dans la région, est Mercure. Les Gaulois le voyaient comme l'inventeur des arts, le guide des voyageurs, le protecteur des marchands, des biens agricoles et domestiques. De nombreuses stèles dédiées à Mercure ont été retrouvées à Reichshoffen et dans les environs, notamment visibles dans les contreforts de l'Altkirch où d'anciennes stèles ont été réutilisées en maçonnerie. Les Romaines étaient persuadées de l'unité du divin sous la diversité des appellations, ils pratiquaient donc l'assimilation de leurs dieux avec les dieux des populations conquises. Le culte de Mercure s'est ainsi rapidement répandu dans la région. Mercure était tantôt assimilé au dieu gaulois Teutatès, tantôt à Ésus.

### Moyen Âge
La ville comporte quelques vestiges médiévaux (tours et remparts ainsi que des maisons à pan de bois datant du XVIe siècle), l'église Saint-Michel dont le clocher mesure 72 mètres de haut (construite en 1772) et le château de la famille de Dietrich.

#### Construction du village médiéval: entre l'Altkirch et le château
Pour le Haut Moyen Âge, nous ne disposons d'aucune trace historique de Reichshoffen. Les troupes romaines se sont définitivement retirées au début du Ve siècle, sous l'Empereur Arcadius. La région avait été dévastée : d'épaisses couches de cendres ont été retrouvées dans les sous-sols, signe d'importants incendies. Les Francs ont habité la région, puisqu'on a retrouvé un cimetière franc à Niederbronn-les-Bains. Mais nous ne savons pas si le territoire de Reichshoffen était habité à l'époque.
Il faut attendre 994 pour retrouver une trace de la ville dans les archives historiques. À cette date, l'Empereur du Saint-Empire, Otton III, fait don de la "chapelle de Reichshoffen" (capella in Richeneshoven) et des terres environnantes à l'abbaye de Seltz. Otton III (980 - 1002) était le petit fils d'Otton Ier et d'Adélaïde, fondatrice de l'abbaye de Seltz.
Le village historique de Reichshoffen était donc probablement construit autour de la chapelle, l'Altkirch, qui existe encore aujourd'hui. L'Altkirch était alors une chapelle romane. On peut imaginer qu'elle a été construite sur un ancien temple romain dédié à Mercure, puisque des stèles romaines ont été réemployées dans sa construction, mais aucune trace historique ne le prouve. L'Altkirch a ensuite été reconstruite en style gothique. Seule la nef gothique a été conservée.
En 1232, le duc Mathieu II de Lorraine (1193-1251) fait don des terres de Reichshoffen (à l'exclusion du château) à Berthold de Teck, évêque de Strasbourg, afin d'obtenir le salut de son âme. En retours, l'évêque de Strasbourg confie la gestion des terres au même duc de Lorraine, qui devient donc vassal de l'évêque pour la seigneurie de Reichshoffen. Mathieu II entreprend la construction d'un château en 1232-1233.
Le château est construit à la confluence entre deux rivières et leurs vallées, le Falkensteinbach et le Schwarzbach, en plein marécage pour le protéger des attaques. Il s'agissait tout d'abord d'une motte féodale entourée de palissade. Les populations serviles viennent s'installer à proximité, créant un deuxième village, à quelques centaines de mètres du premier. Deux villages coexistent donc, bien que celui de l'Altkirch reste dominant. Cependant, la motte féodale est peu à peu transformée en château maçonné, créant ainsi une place forte qui attire les villageois car ils peuvent se réfugier dans le château en cas d'attaque. Au XIIIe siècle et XIVe siècle, de nombreux villages sont abandonnés dans les campagnes alsaciennes, notamment celui de Wohlfahrtshoffen. On peut donc penser que sa population est venue grandir les rangs du village fortifié autour du château. Peu à peu, le village près du château prend donc l'ascendant sur celui autour de l'Altkirch, jusqu'à l'abandon de celui-ci après la construction de remparts autour du village. L'église paroissiale reste cependant l'Altkirch, située en dehors des remparts.

#### Elévation de Reichshoffen au rang de ville
En 1286, Reichshoffen est dirigée par deux seigneurs qui cohabitent sur un territoire restreint : l'évêque de Strasbourg, Conrad III de Lichtenberg, possède l'Altkirch et les terres autour du village ; le duc de Lorraine, Frédéric III, possède le château et le village. Frédéric III conteste les possessions de Conrad III sur certaines terres dont la répartition n'a pas été clairement définie. Pour régler le litige, les deux seigneurs se font la guerre, remportée par l'évêque de Strasbourg. Frédéric III de Lorraine renonce à tous ses droits sur Reichshoffen. L'évêque de Strasbourg fait alors don de la seigneurie de Reichshoffen à son vassal, Otto IV d'Ochsenstein, grand bailli d'Alsace, qui lui a apporté son aide lors de la guerre.
La même année, l'Empereur du Saint-Empire, Rodolphe Ier de Habsbourg, élève Reichshoffen au rang de ville (charte du 15 juin 1286). Reichshoffen gagne donc les prérogatives des villes, au même titre qu'Haguenau : elle est "libéré de l'hégémonie royale", elle obtient le droit de tenir un marché hebdomadaire le lundi, dont "tous les acheteurs ou vendeurs bénéficient de la protection du royaume". Reichshoffen peut désormais organiser son propre développement économique, son administration et la protection des habitants : cette prérogative permet la construction de remparts autour des habitations.
Une première rangée de fortification est construite en 1286, un second niveau est ajouté au XVe siècle. L'enceinte de la ville comportait deux portes : l'une vers Woerth, l'autre vers Niederbronn (situées aux extrémités de l'actuelle rue du général Leclerc). Les remparts permettaient de protéger les habitants contre d'éventuelles attaques de brigands, mais aussi contre les épidémies (pestes bubonique, typhus, dysenteries, choléra, lèpre, grippes, tuberculose). Ces maladies étaient portées par les voyageurs ou vagabonds, d'où l'intérêt de pouvoir contrôler les entrées des villes.

#### Un fief catholique en terre protestante
La ville de Reichshoffen a appartenu à l'évêque de Strasbourg pendant plus de 400 ans, de 1232 à 1664. Or la religion du seigneur était souvent celle de ses sujets. La Réforme ne s'est donc pas enracinée à Reichshoffen, alors qu'elle était très présente dans les villages autour, gouvernés par des seigneurs protestants. En 1664, le comte de Hanau-Lichtenberg embrasse la Réforme. Ce revirement pousse l'évêque de Strasbourg à revendre la terre de Reichshoffen, dernier bastion catholique en terre protestante. Cependant, cette présence historique du catholicisme dans la ville a perduré, la deuxième religion étant le judaïsme, avant le protestantisme. L'église du Reichshoffen n'a jamais été en simultaneum et ce n'est qu'à la fin du XXe siècle qu'un temple protestant est construit.

### La guerre de Trente Ans: destruction de Reichshoffen
La guerre de Trente Ans (1618-1648) est à la base un conflit d'origine religieuse, interne au Saint-Empire, qui s'est rapidement transformé en conflit politique généralisé à l'échelle européenne. Elle a été particulièrement dévastatrice pour l'Alsace, qui perd sur cette période un tiers de sa population, et pour Reichshoffen en particulier. En 1632 et 1633, les Suédois font le siège de la ville et bombardent les remparts. Des boulets de canons de la guerre de Trente Ans ont été retrouvés dans les fortifications et sont aujourd'hui exposés au Musée Historique et Industriel de Reichshoffen. La population de Reichshoffen a résisté longtemps au siège, s'illustrant notamment près de la tour qui porte aujourd'hui le nom de "Tour des Suédois". Prise en juin 1633, Reichshoffen est détruite, sa population exécutée, comme le raconte Asher Levy dans son manuscrit : 
"À deux reprises, le 30 janvier et le 10 mars 1632, les troupes de Gustave II Adolphe (en suédois : Gustav II Adolf), dit « le Grand » ou « le Lion du Nord » tentèrent un assaut sur Reichshoffen. Par deux fois, les habitants prirent les armes et forcèrent les assaillants à se retirer sous les quolibets des assiégés. Le 29 juin 1633, les Suédois se présentèrent une nouvelle fois devant Reichshoffen. Le lendemain, la ville fut sévèrement bombardée. La milice locale, renforcée par les paysans des alentours, défendit âprement et courageusement la cité, mais sous l'effet de la canonnade leur courage fléchit et les assiégés ouvrirent les portes de la ville, espérant ainsi pouvoir échapper à la fureur de la soldatesque. Les maisons furent forcées et pillées, les femmes et les filles violées. Qui ne payait pas de rançon était tué. L'écoutète ou Schultheiss fut pendu à un tilleul à l'extérieur de la ville. "C'était un spectacle malheureux à ne voir qu'en pleurant" écrit Jean-Jacques Mock, un témoin oculaire. D'après lui, les Reichshoffenois devaient leur triste sort à la garnison impériale, qui pillait les localités protestantes du voisinage.
Le 9 décembre 1633, les impériaux, partis de Haguenau, attaquèrent la ville de Reichshoffen occupée par des troupes suédoises et des soldats fournis par les comtes de Hanau et de Linange. Les assaillants se partagèrent en deux corps. Pendant que les uns se présentaient devant les portes, les autres, grâce à la glace qui remplissait les fossés, escaladaient les murs près du château avec le concours des habitants et surprirent l'ennemi par derrière.
Cinq ans après la reprise par les impériaux, "le bailliage de Reichshoffen est absolument ruiné et n'est plus habité" écrit à la date du 16 février 1638, le législateur de la chancellerie épiscopale Nicolas Vogel."

"Description de la guerre de Trente Ans, manuscrit de Ascher Levy" 
Au début de la guerre de Trente Ans, Reichshoffen comptait 450 feux (foyers), soit entre 1300 et 1500 habitants. En 1641, Asher Levy dresse la liste des habitants survivant : six bourgeois, deux jeunes gens, cinq veuves et deux jeunes filles adultes, soit quinze personnes. La ville a donc été complètement détruite et la quasi-totalité de sa population est morte, massacrée par les Suédois ou victime des famines ou maladies qui accompagnent souvent les guerres.
Reichshoffen sera progressivement repeuplée au cours du siècle suivant.

### La famille de Dietrich: de la forge à l'industrialisation
La forge de Jaegerthal a été construite par Adam Jaeger et ses associés, les frères Schwarzwerden, en 1612. Détruite en 1631, pendant la guerre de Trente Ans, elle est reconstruite en 1672 par le comte de Hanau, qui octroie un bail à perpétuité à Joachim Ensinger. Après la mort de ce dernier, Jean II de Dietrich, riche banquier de Strasbourg et fils de l'Ammeister Dominicus Dietrich, rachète la forge pour la somme de 8 000 florins.
Le fils de Jean II de Dietrich, Jean III, fut anobli par Louis XV en 1761 pour service rendu au royaume. Un noble ne pouvant exercer des activités de banquier, il abandonne la finance et se consacre à la forge. En août 1761, Jean III de Dietrich achète la seigneurie de Reichshoffen à François Ier, Empereur du Saint-Empire romain germanique, ancien duc de Lorraine. Anobli par Louis XV et par François Ier, Jean III de Dietrich développe considérablement la ville de Reichshoffen, qui vit une véritable renaissance après un siècle d'effacement.
Jean III de Dietrich développe considérablement les forges sur le territoire : rachat de l'usine de Zinswiller en 1766-1767, construction de la forge de Reichshoffen en 1767, construction de la forge de Niederbronn-les-Bains en 1769, installation de hauts-fourneaux dans les différents sites… La région de Reichshoffen était propice au développement de la sidérurgie : de nombreuses mines de fer se trouvent dans la région (Mertzwiller, Nothweiler), les carrières de calcaire près de Reichshoffen et Niederbronn fournissent la castine nécessaire aux hauts-fourneaux, la présence de nombreux cours d'eau permet de créer des retenues d'eau pour faire tourner les roues qui actionnent les soufflets et les martinets, la forêt autour fournit le charbon de bois… Des hauts-fourneaux sont installés à Jaegerthal. Pour obtenir 50 kg de fer ou de fonte, il faut 200 kg de minerai, 80 à 100 kg de calcaire (castine) et 25 stères de bois.
Jean de Dietrich fait construire le château de Reichshoffen en 1770. Il avait étudié cinq projets ambitieux et retenu celui de Joseph Massol, architecte du Palais Rohan. La construction d'un « corps de logis flanqué de deux ailes en retour, façades ajourées de hautes baies à petits carreaux, toitures à mansarde » est confiée à Christian Gstyr, maître maçon à Reichshoffen.
Le château est pillé sous la Révolution Française. Le fils de Jean III de Dietrich, Philippe-Frédéric de Dietrich, a été le premier maire constitutionnel de Strasbourg. C'est dans son salon que la Marseillaise a été chantée pour la première fois. Accusé de soutenir la monarchie constitutionnelle, il est arrêté et condamné à mort sous la Terreur. Son père est alors arrêté à son tour et incarcéré à Strasbourg en 1793. Ses biens, dont les forges de Jaegerthal et Reichshoffen, sont mises sous séquestres. Les forges sont détruites par les armées autrichiennes en 1793. En 1795, Jean-Albert de Dietrich, fils de Philippe-Frédéric, obtient la réhabilitation de son père à titre posthume et la levée du séquestre sur les forges. Jean-Albert de Dietrich remet alors l'entreprise sur pied. Pour payer ses dettes et relancer les forges, il vend le château de Dietrich à François Jacques Antoine Mathieu de Faviers. Jean-Albert meurt en 1806. C'est sa veuve, Amélie de Berckheim, qui reprend l'affaire alors même que la tenue d'une entreprise par une femme est impensable pour l'époque. Amélie redonne à l'entreprise son autonomie financière et l'engage sur la voie de la construction mécanique.
L'entreprise De Dietrich s'engage en faveur de ses ouvriers. Ces derniers bénéficient d'un logement et d'un lopin de terre, dans la logique de l'ouvrier-paysan. En 1827, la société crée une caisse de pension, imposée à tous les ouvriers à partir 1856. Une caisse de secours permet aux ouvriers de bénéficier gratuitement de soins, d'une consultation chez le médecin, de médicaments et d'une indemnité en cas de maladie. En 1867, à l'occasion de l'exposition universelle, la firme De Dietrich reçoit le prix « Harmonie sociale et bien-être des populations » en l'honneur de sa politique sociale.
À partir de 1830, les usines de Reichshoffen produisent des machines à vapeur. En 1848, elles se mettent au matériel ferroviaire roulant : wagon, voitures de voyageurs, tramways. En 1870, l'usine de Reichshoffen est le premier fournisseur des réseaux ferroviaires français.

### La guerre de 1870 et la bataille de Reichshoffen
Mais la célébrité de cette ville tient surtout à la bataille dite de Reichshoffen, évoquée dans la chanson C'était un soir à la bataille de Reichshoffen.
Pour réaliser l'unification de l'Allemagne, Otto von Bismarck pousse Napoléon III à lui déclarer la guerre (dépêche d'Ems) : c'est le début de la guerre de 1870, une cuisante défaite française. L'Alsace et la Moselle retournent à l'Allemagne, le Second Empire est renversé, Napoléon III fait prisonnier. Cette guerre marque le début de la troisième République en France. La bataille dite de Reichshoffen marque un jalon de l'avancée allemande vers Paris.
Après la défaite de Wissembourg, le 4 août 1870, le général Mac-Mahon se replie sur les hauteurs de Froeschwiller et installe son État Major au château de Dietrich, à Reichshoffen. Il dispose de 45 000 hommes. Le 6 août, vers 6 h du matin, débute la célèbre bataille dite de Reichshoffen. Elle commence sans qu'aucun ordre ne soit donné.

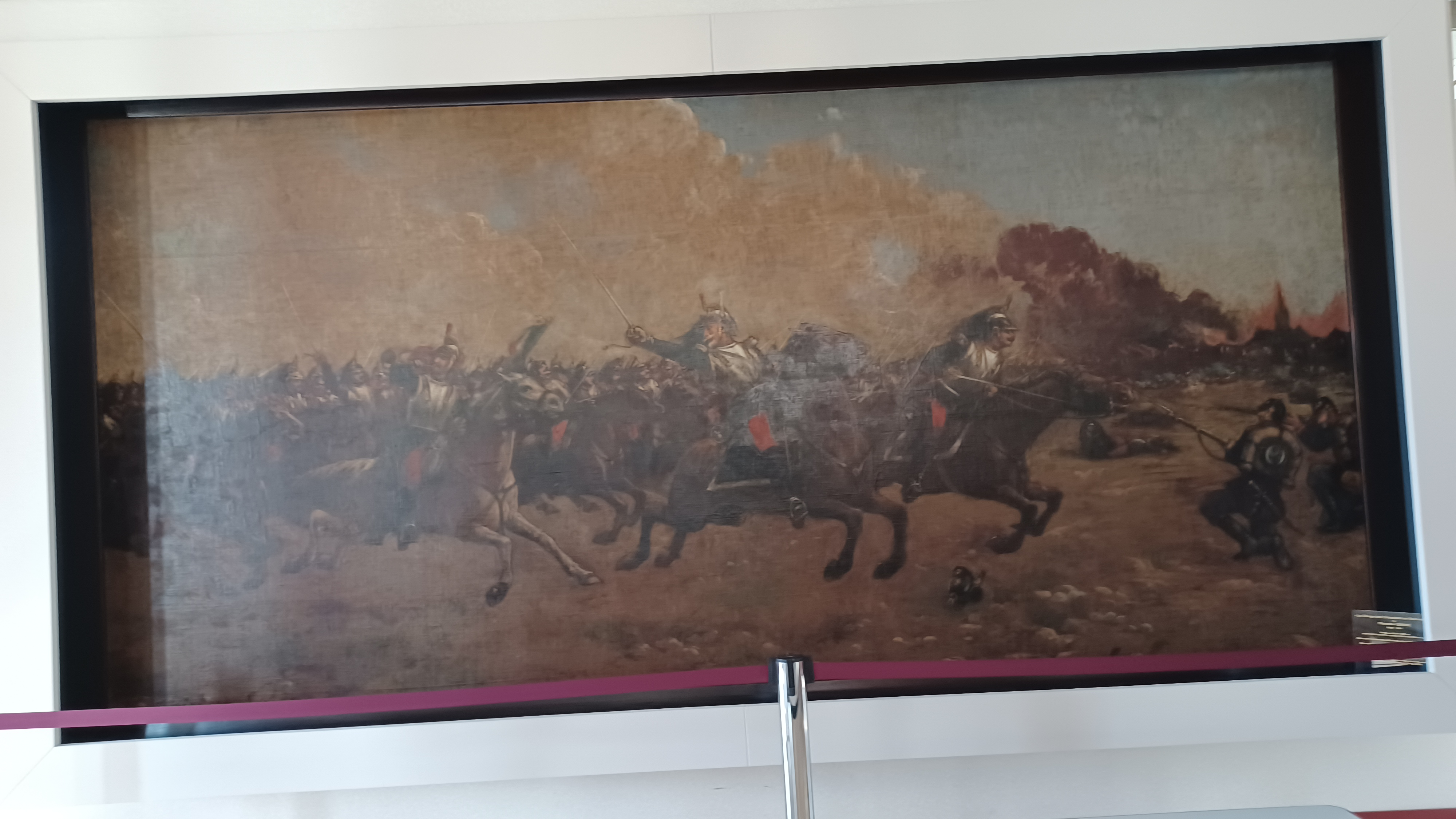
Tableau "La charge des cuirassiers".

L'armée française est peu à peu repoussée par les troupes coalisées allemandes, aux alentours de Morsbronn-les-Bains. Pour éviter un encerclement, le général Michel lance ses cuirassiers à l'assaut contre les Prussiens, embusqués dans les maisons de Morsbronn. C'est une charge héroïque et suicidaire : les Allemands mitraillent les Français sans défense. Les cuirassiers s'engagent dans la grand'rue de Morsbronn où ils sont littéralement exterminés. Pour l'armée française, c'est la débandade. Le général Mac-Mahon décide alors de se replier. Pour couvrir le retrait des troupes, le général Bonnemain lance une seconde charge des cuirassiers, près de Woerth. Les cuirassiers chargent au milieu des champs de houblon, dans des conditions similaires à la charge de Morsbronn. Eux aussi sont décimés. Ces deux charges sont devenues un symbole d'héroïsme français, mais elles n'ont pas permis d'enrayer l'avancée allemande et ont causé de nombreuses victimes.
En une journée, la bataille fait 20 000 morts des deux côtés. La défaite est annoncée à Napoléon III depuis le télégraphe de Reichshoffen, ce qui a donné son nom à la bataille. Après la bataille, le château de Dietrich a servi d'ambulance pour les officiers blessés. Les soldats sont soignés dans les écoles, l'église Saint-Michel, dans les maisons des particuliers… La population locale a été très investie : de nombreux habitants ont recueilli et soigné les blessés qui arrivaient par centaines, ils ont aussi dû enterrer les morts. Ce souvenir, combiné au patriotisme français des De Dietrich, a entraîné le développement d'un sentiment francophile important à Reichshoffen.

## Politique et administration

### Liste des maires
Le 1er novembre 1972, la commune fusionne avec Nehwiller-près-Wœrth, qui devient commune associée.

### Budget et fiscalité 2023

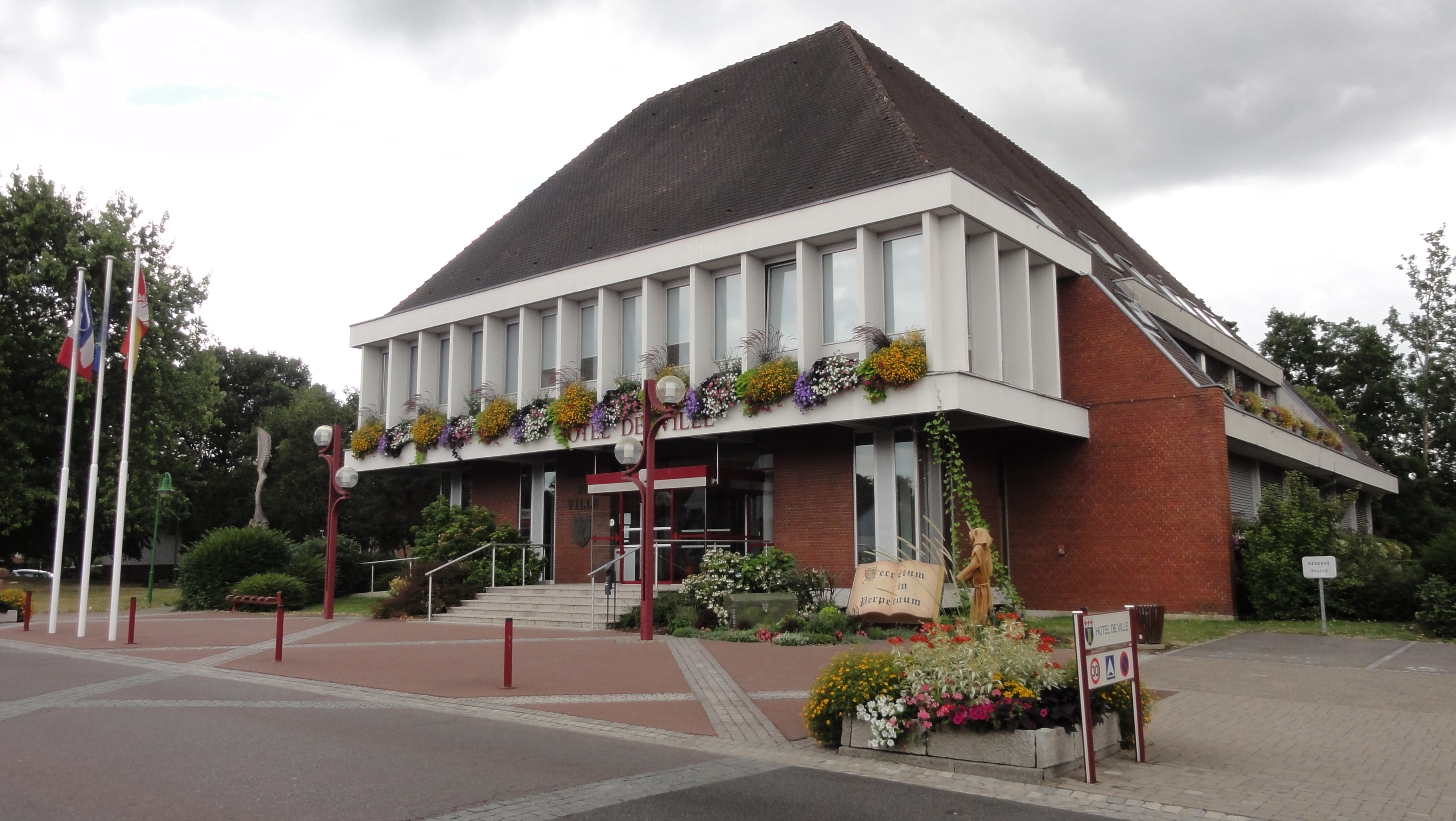
Hôtel de ville. L'ancienne horloge de l'église Saint-Michel, a été restaurée et remontée dans le hall de l'hôtel de ville.

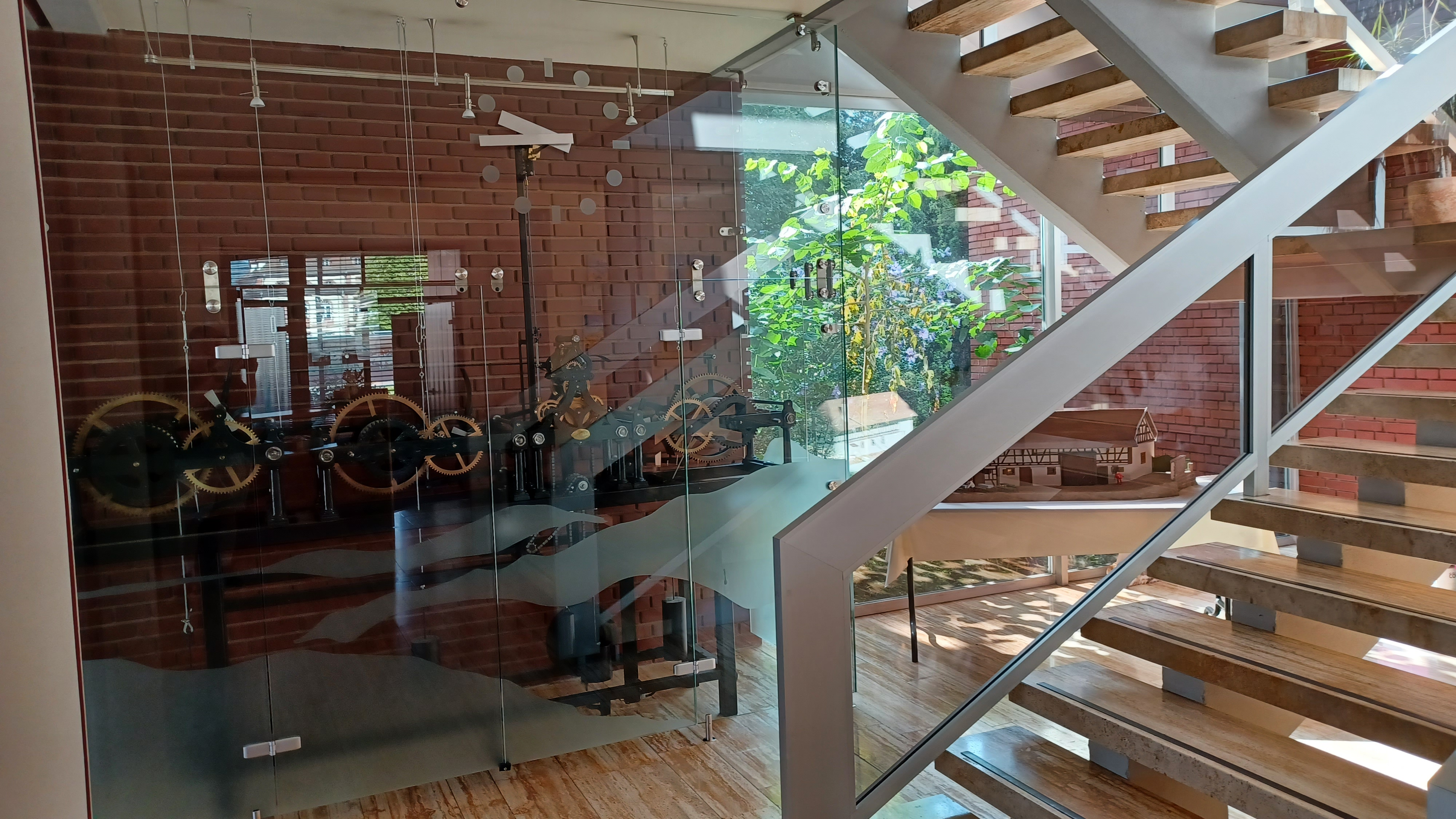
L'ancienne horloge de l'église Saint-Michel, de Jean-Baptiste Schwilgué

En 2023, le budget de la commune était constitué ainsi :
- total des produits de fonctionnement : 5 928 000 €, soit 1 079 € par habitant ;
- total des charges de fonctionnement : 5 812 000 €, soit 1 058 € par habitant ;
- total des ressources d'investissement : 2 217 000 €, soit 404 € par habitant ;
- total des emplois d'investissement : 1 819 000 €, soit 331 € par habitant ;
- endettement : 3 334 000 €, soit 607 € par habitant.

Avec les taux de fiscalité suivants :
- taxe d'habitation : 15,78 % ;
- taxe foncière sur les propriétés bâties : 30,54 % ;
- taxe foncière sur les propriétés non bâties : 69,14 % ;
- taxe additionnelle à la taxe foncière sur les propriétés non bâties : 0 % ;
- cotisation foncière des entreprises : 0 %.

Chiffres clés Revenus et pauvreté des ménages en 2021 : médiane en 2021 du revenu disponible, par unité de consommation : 22 940 €.

### Jumelages
Kandel (Allemagne) depuis 1961.

## Population et société

### Démographie

#### Évolution démographique
L'évolution du nombre d'habitants est connue à travers les recensements de la population effectués dans la commune depuis 1793. Pour les communes de moins de 10 000 habitants, une enquête de recensement portant sur toute la population est réalisée tous les cinq ans, les populations de référence des années intermédiaires étant quant à elles estimées par interpolation ou extrapolation. Pour la commune, le premier recensement exhaustif entrant dans le cadre du nouveau dispositif a été réalisé en 2004.

En 2022, la commune comptait 5 407 habitants, en évolution de +0,26 % par rapport à 2016 (Bas-Rhin : +3,17 %, France hors Mayotte : +2,11 %).
| 1793  | 1800  | 1806  | 1821  | 1831  | 1836  | 1841  | 1846  | 1851  |
| ----- | ----- | ----- | ----- | ----- | ----- | ----- | ----- | ----- |
| 1 542 | 2 022 | 2 244 | 2 592 | 2 661 | 2 678 | 2 542 | 2 828 | 2 737 |

| 1856  | 1861  | 1866  | 1871  | 1875  | 1880  | 1885  | 1890  | 1895  |
| ----- | ----- | ----- | ----- | ----- | ----- | ----- | ----- | ----- |
| 2 642 | 2 713 | 2 885 | 2 880 | 2 862 | 3 084 | 3 014 | 3 056 | 2 800 |

| 1900  | 1905  | 1910  | 1921  | 1926  | 1931  | 1936  | 1946  | 1954  |
| ----- | ----- | ----- | ----- | ----- | ----- | ----- | ----- | ----- |
| 2 903 | 2 887 | 3 008 | 3 055 | 3 095 | 3 207 | 3 198 | 3 281 | 3 458 |

| 1962  | 1968  | 1975  | 1982  | 1990  | 1999  | 2004  | 2006  | 2009  |
| ----- | ----- | ----- | ----- | ----- | ----- | ----- | ----- | ----- |
| 4 030 | 4 283 | 5 029 | 5 034 | 5 092 | 5 183 | 5 470 | 5 612 | 5 505 |

| 2014  | 2019  | 2022  | - | - | - | - | - | - |
| ----- | ----- | ----- | - | - | - | - | - | - |
| 5 425 | 5 402 | 5 407 | - | - | - | - | - | - |

### Manifestations culturelles et festivités
- Le week-end après la Saint-Michel : messti du village.
- Évènement "Reichshoffen en fête" qui a lieu depuis 2015  et qui se déroule généralement début juillet. C'est une fête qui met en avant le quotidien de la ville de Reichshoffen tel qu'il était au XIXe et début du XXe siècle. Pour cela, des scènes de vie quotidienne de l'époque sont mises en place dans lesquelles les "acteurs" portent des costumes d'époque. Il y a également des ateliers de découverte des métiers d'antan et des animations pour les enfants. Une fois la nuit tombée, il y a aussi possibilité de se rendre au château De Dietrich pour un spectacle pyrotechnique avec son et lumière[85].
- Le village de Noël[86] qui a lieu chaque année au mois de décembre sur la place de l'église. On peut y trouver de nombreux stands, des animations pour découvrir des anciens métiers, créer des décorations de Noël. Il y a aussi des veillées de Noël, des concerts de la Musique Municipale de Reichshoffen[87] ainsi que de la chorale Sainte-Cécile. Les crèches de l'église Saint-Michel et de la chapelle de Wohlfahrtshoffen[88] sont décorées et ouvertes au public.

### Enseignement
Établissements d'enseignements :   
- Écoles maternelles et primaires,

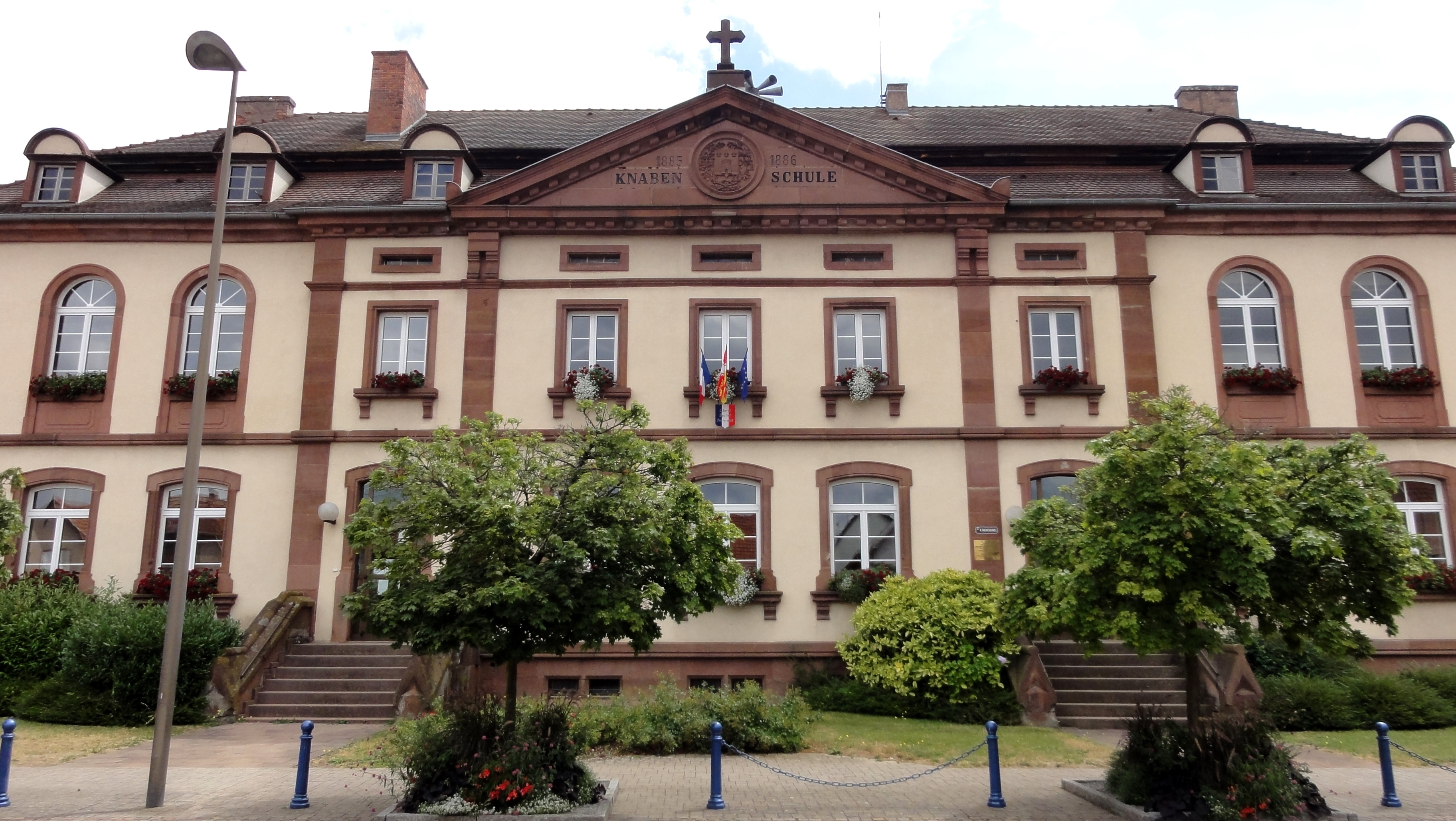
École du Centre (1886-1912).

- Collèges à Reichshoffen, Niederbronn-les-Bains,
- Lycées à Walbourg, Haguenau.

### Santé
Professionnels et établissements de santé :
- Médecins,
- Pharmacies à Reichshoffen, Niederbronn-les-Bains,
- Hôpitaux à Niederbronn-les-Bains.

### Vie associative
La commune bénéficie d'un ensemble d'associations couvrant tous les domaines : patrimoine, culture, sports, animation... :
- Association Carnaval des Vosges du Nord,
- Association Culturelle de Reichshoffen,
- Association De Dietrich[93],
- APPL (Association de parents Pierre de Leusse),
- Les rendez-vous créatifs de Reichshoffen,
- Reichshoffen Animation,
- Société d’Histoire et d’Archéologie de Reichshoffen et Environs (SHARE)[94],
- Théâtre Alsacien de Reichshoffen-Nehwiller (TARN),
- Kirscheknibber,
- Rencontres créatives,

### Cultes
- Culte catholique[95], diocèse de Strasbourg.
- Paroisse protestante[96].
- Église évangélique[97].
- Judaïsme[98].

## Économie

### Entreprises, services et commerces

#### Agriculture
- Élevages de vaches laitières.
- Agriculteurs.
- Association des arboriculteurs.

#### Tourisme
- Restaurants[99],
- Chambres d'hôtes[100].

#### Commerces
Outre les commerces et services de proximité, la ville accueille plusieurs entreprises industrielles :
- CAF, anciennement Alstom Transport, anciennement De Dietrich Ferroviaire, conçoit et construit des composants (notamment les éléments de sécurité passive) et matériels ferroviaires. De la fabrication de remorques d'extrémités de TGV, d'autorails TER X73500/73900 pour la France et l'Allemagne, de caisses intermédiaires d'AGC, d'automotrices pour la Finlande ou de tramway à la rénovation de matériels ferroviaires, le site de Reichshoffen vient de présenter les nouvelles rames TER Regiolis destinées aux régions françaises. En 2016, le Sénégal a acheté une quinzaine de trains régionaux dont la fabrication permet au carnet de commandes d'être rempli jusqu'à mi-2019[102].
- La famille de Dietrich possédait également une filiale spécialisée dans le domaine des appareils de voie pour les réseaux ferrés, intégrée depuis 2002 au groupe Vossloh sous le nom Vossloh Cogifer.
- Fondés en 1922, les ateliers de transformation de l'acier de l'entreprise Tréca ont été transférés de Puteaux à Reichshoffen dans les locaux de l'ancienne brasserie construite en 1890. Au départ spécialisée dans les fils d'acier à haute résistance, l'entreprise se diversifie dans la fabrication de fils d'acier pour ressorts, de câbles métalliques et enfin de matelas à ressorts. En 1935 naissent les premiers matelas Treca (abréviation de TREfilerie-CAblerie). La câblerie cesse son activité en juillet 1985 mais l'entreprise continue alors la fabrication de matelas haut de gamme cousus à la main.
- FEHR Groupe SAS, spécialisée dans les matériaux de construction en béton, est basée route de Frœschwiller[103]. Ses produits innovants, sélectionnée parmi les 125 produits des 2 500 entreprises participantes, ont été présentés au Palais de l'Élysée les 1et et 2 juillet 2023.
- Ancienne tuilerie[104].
- Ancienne malterie[105].

## Culture locale et patrimoine

### Lieux et monuments

#### Le patrimoine civil

##### Le château de Dietrich

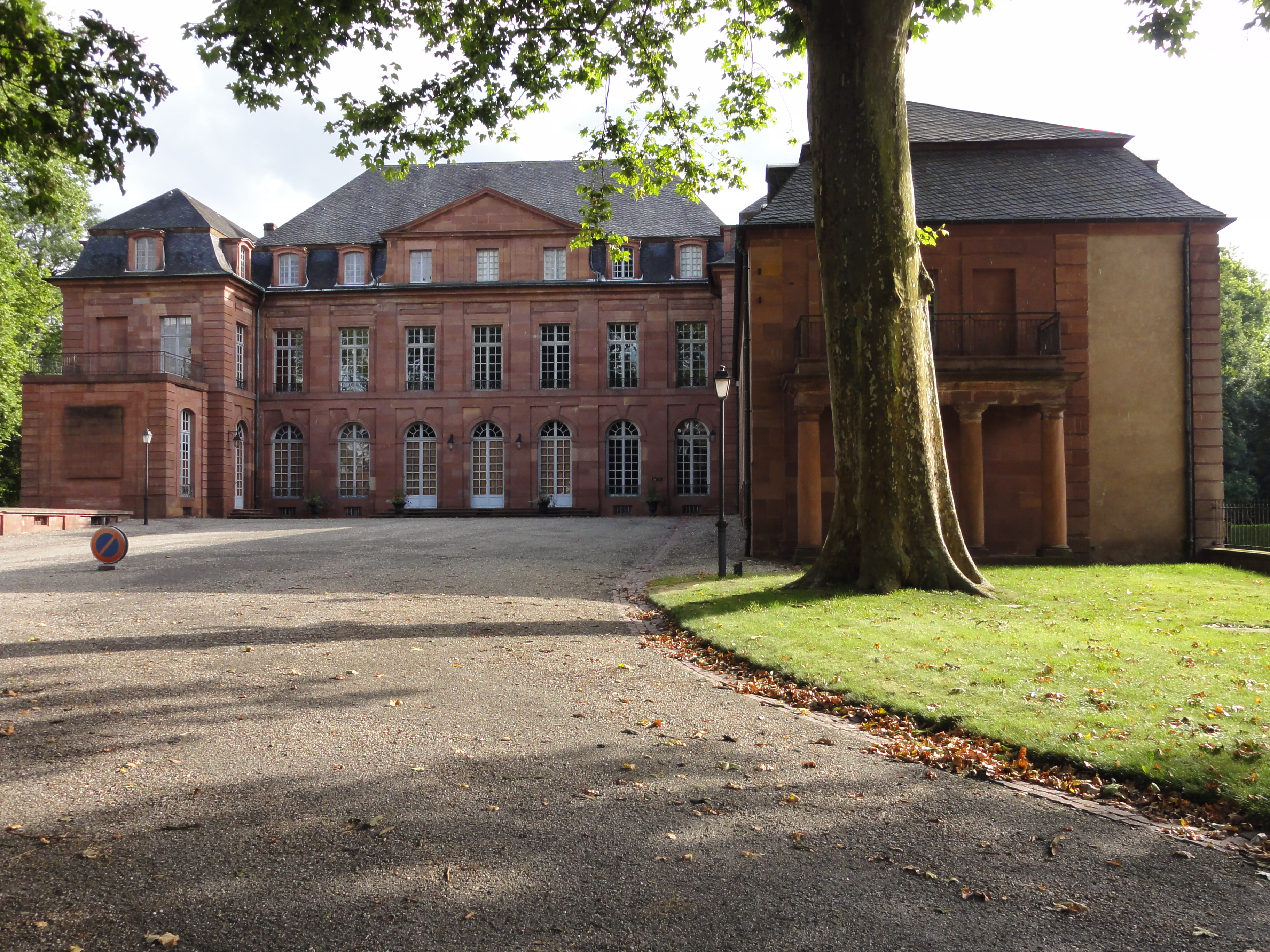
Château de Dietrich.

Le château de Dietrich est classé au titre des monuments historiques depuis 1940. Il comprend un parc de 11 hectares,.
Un premier château est construit en 1232 pour le duc de Lorraine. Il est confié après 1286 aux comtes d'Ochsenstein et démoli en 1769. Il comportait une enceinte approximativement circulaire flanquée de quatre tours rondes. Il est détruit pendant la Guerre de Trente Ans.
Le château actuel est construit pour Jean de Dietrich (1719-1795) par Joseph Massol, architecte strasbourgeois. Le gros-œuvre est érigé de 1770 à 1771 sous la direction de Christian Gstyr. Sur la lucarne sud-est se trouvait avant la guerre l'inscription aujourd'hui disparue : IFD HANVER 1779. Vers 1807, Mathieu de Faviers supprime le corps de passage qui reliait les communs au nord ; l'aile est des communs est démolie par les Renouard de Bussière en 1811 et en 1812, l'aile ouest subsiste en partie, complètement réaménagée. L'une des tours de l'ancien château qui avait subsisté est reconstruite en 1807 pour servir d'élévateur hydraulique. En limite nord du parc sont situés des dépendances agricoles et une ancienne maison de jardinier sous toit à croupes figurant déjà sur le plan cadastral napoléonien vers 1840,.
Le château, gravement endommagé pendant la Seconde Guerre mondiale, a été soigneusement restauré en 1951. Il a servi de siège administratif à la Société De Dietrich de 1967 à 2016. Il est aujourd'hui mis à disposition pour l’organisation d’événements d’entreprises, culturels et privés.
- Moulin seigneurial[114].
- Le lavoir sur la rivière du Rothgraben.
- Tour des Suédois[115], construite aux XIVe et XVe siècles, restaurée en 2007[116].
- Le Musée historique et industriel - Musée du Fer[117],[118].
- Les anciens bâtiments des gares : Reichshoffen-Ville et Reichshoffen-Usines,
- Gare de Reichshoffen[119].
- Ancienne mairie qui a également servi d'école et a abrité le corps de garde[120].
- École servant aussi de mairie[121].
- Banc-reposoir napoléonien.
- Restaurants, brasseries :

Restaurant de la Gare.
Restaurant le Nautique.
Restaurant L'Arbre Vert.
Maison, Restaurant.
Maison, restaurant à la Rose.
Maison, Restaurant de Garde dit Foyer Notre-Dame.
Brasserie, usine.
Brasserie Au Romain ou brasserie Moritz.

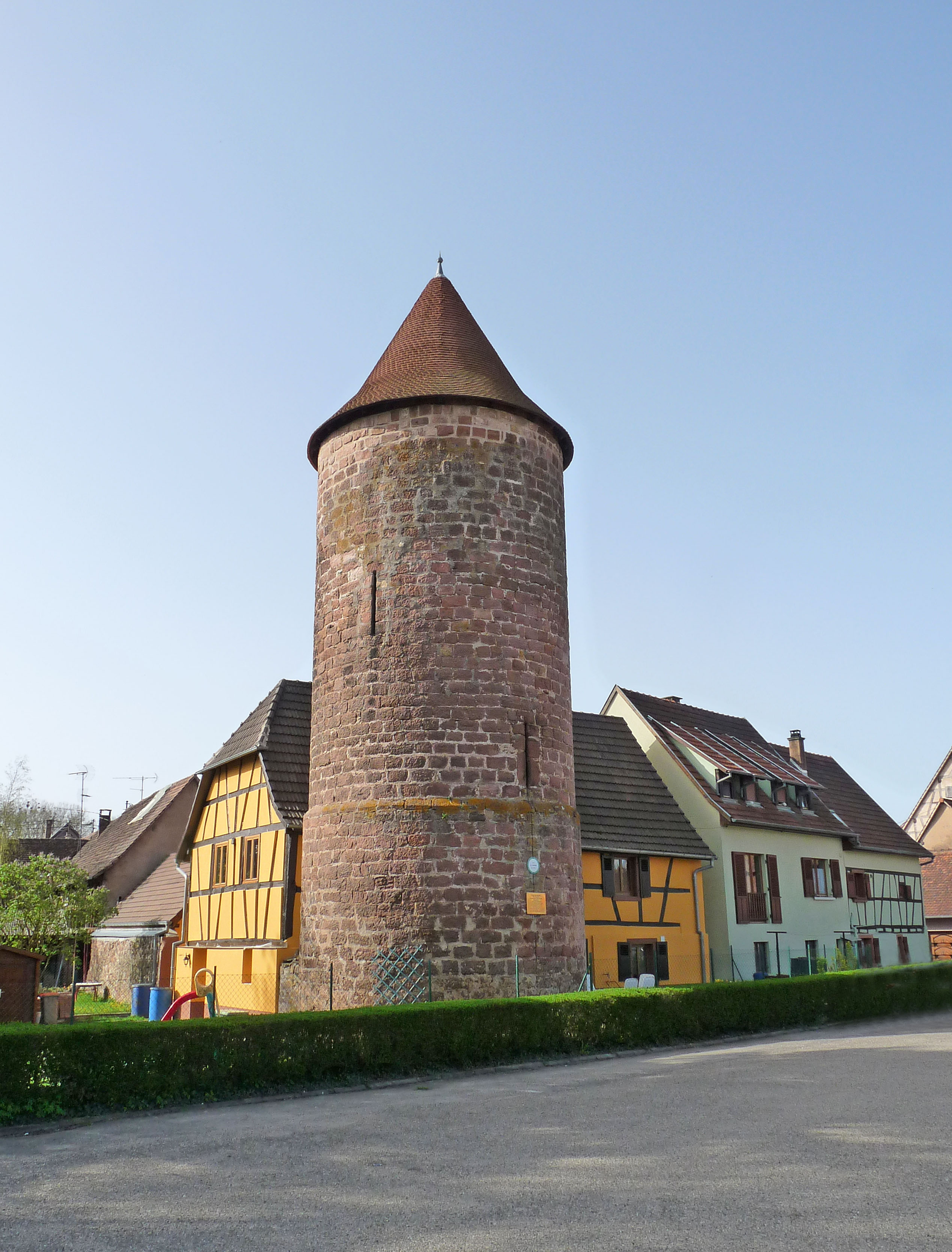
Tour des Suédois..
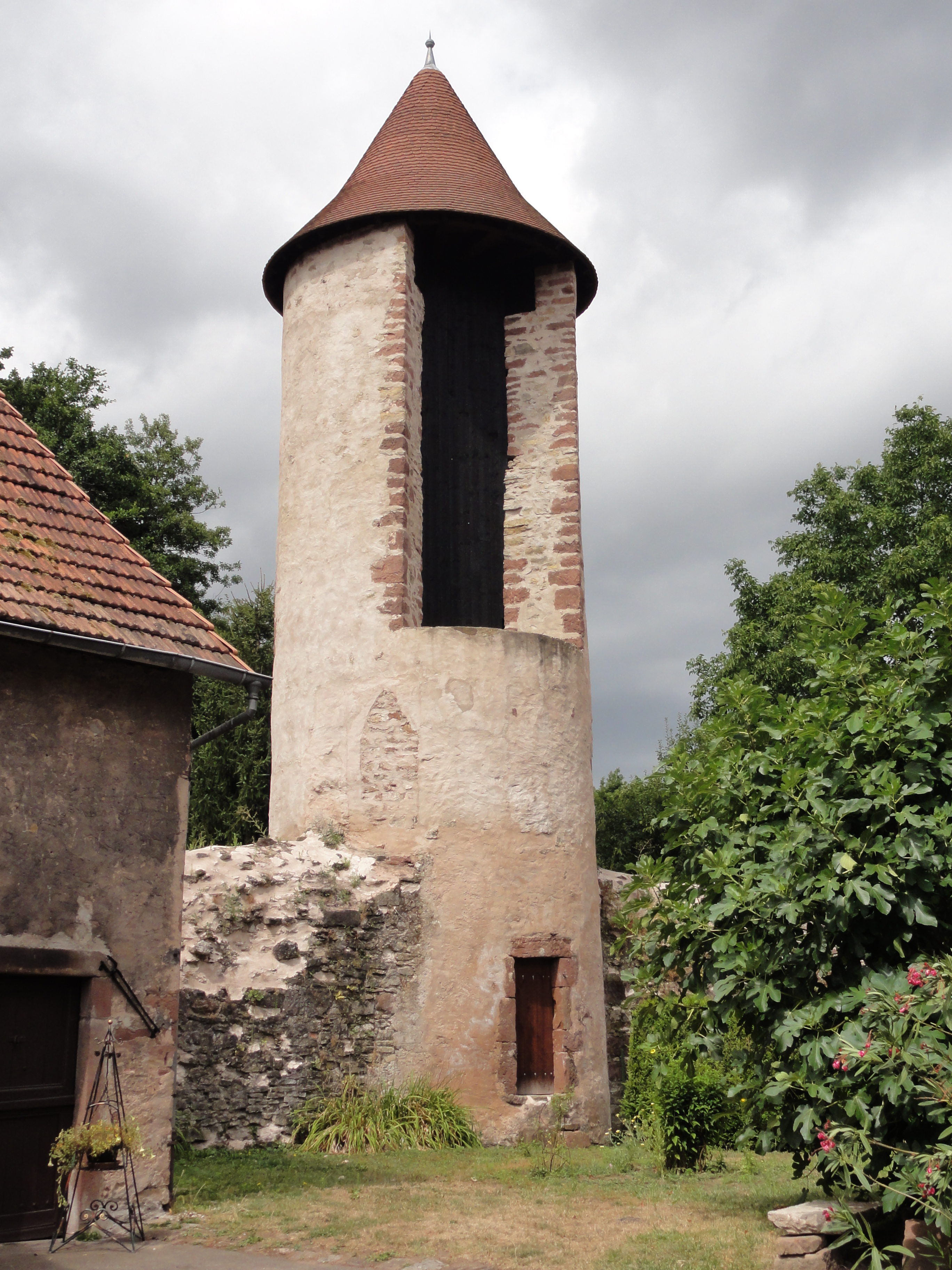
Vestiges de fortifications (XIIIe), rue des Remparts[130],[131]..
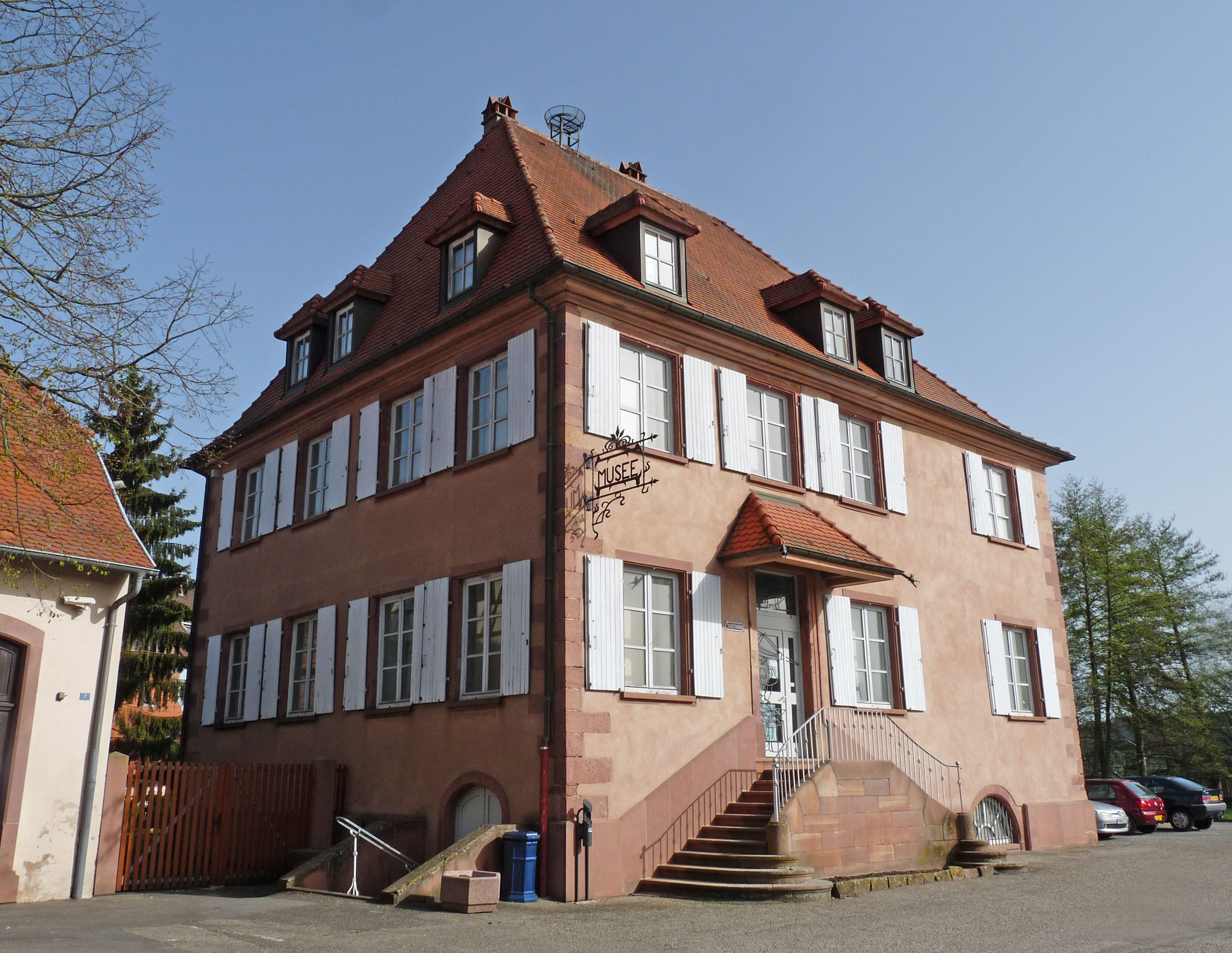
Musée historique et industriel - Musée du Fer..
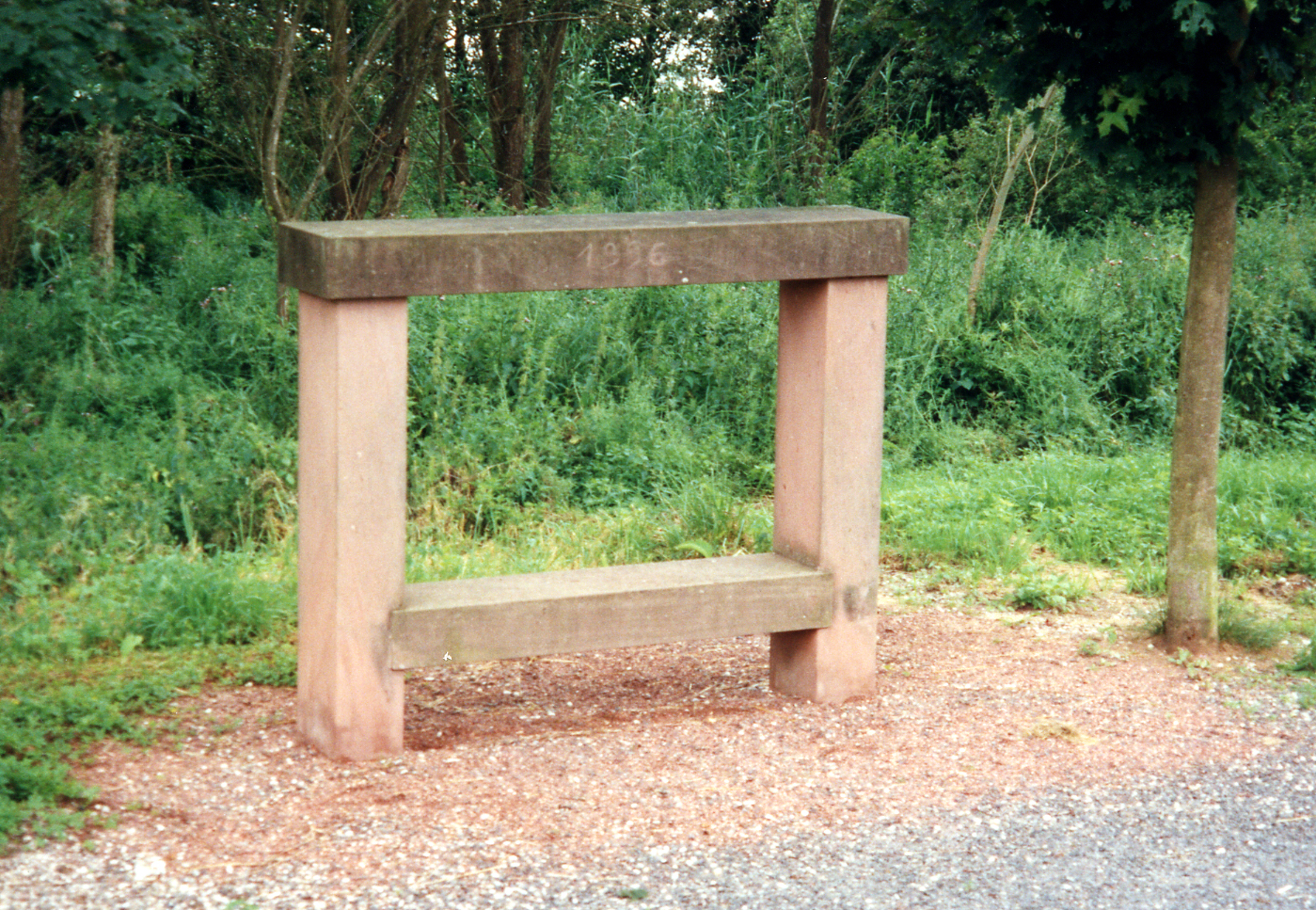
Banc-reposoir napoléonien..
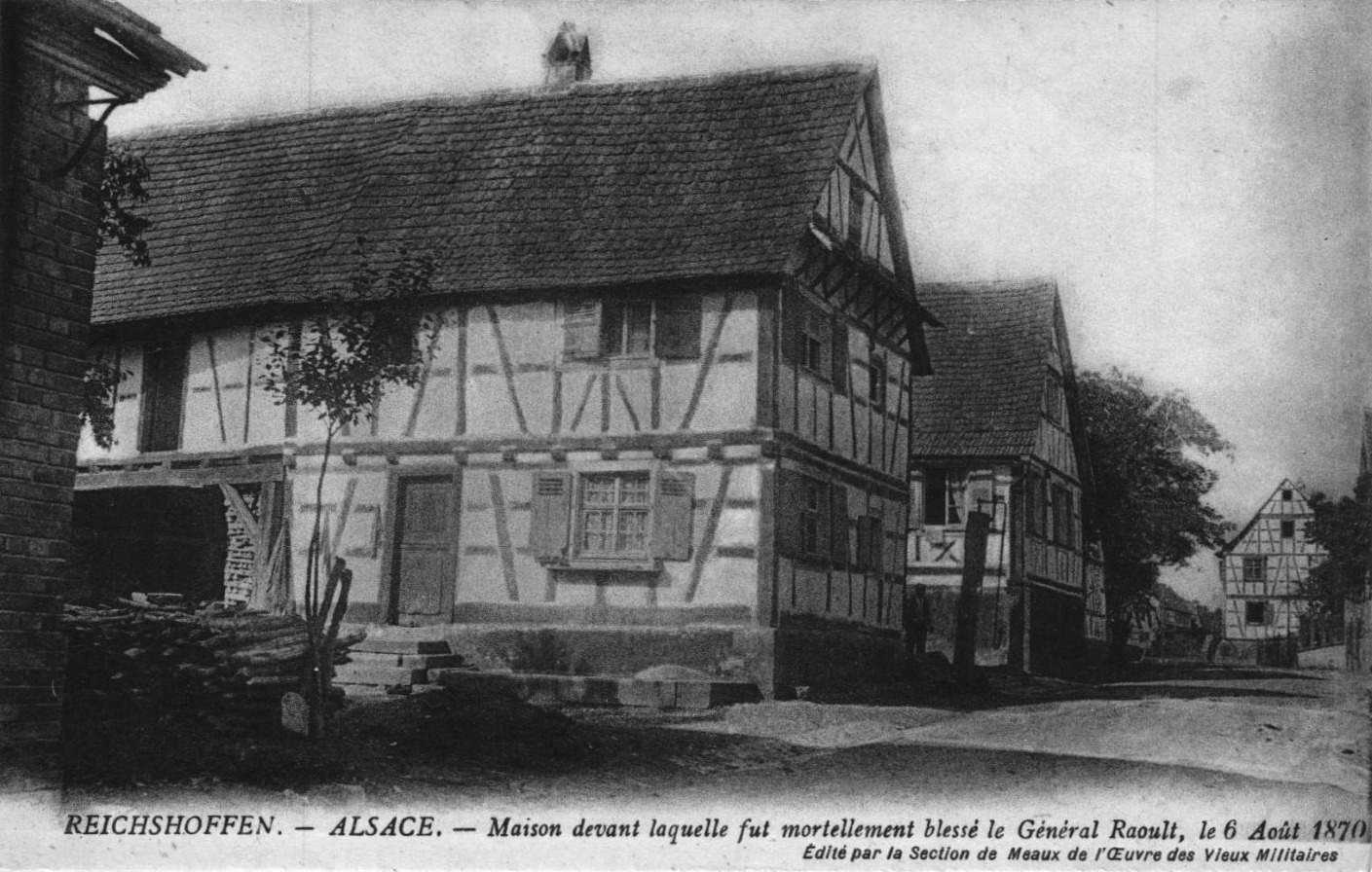
Maison devant laquelle est mortellement blessé le général Noël Raoult, le 6 août 1870..

#### Le patrimoine religieux
- L'église Saint-Michel est l'œuvre de l'architecte Charles Christiani[132],[133],[134].

La méridienne de l'église Saint-Michel.
La Grotte de Lourdes, adossée à l'église Saint-Michel.
La Vierge noire, ex-voto du choléra sur le parvis de l'église.
- La chapelle de pèlerinage Notre-Dame-du-Bon-Secours[138] dédiée à la Vierge et à saint Wolfgang, au lieu-dit Wohlfahrtshoffen. Le chœur gothique voûté d'ogives daterait du XIVe siècle, ainsi que la sacristie dont la porte intérieure est cependant datée 1770. La nef néo-gothique a été reconstruite en 1851. Une inscription en allemand sur la porte extérieure de la sacristie commémore son agrandissement et embellissement par le curé Lehmann de Reichshoffen en 1852. À côté de la chapelle se situe la maison des gardiens, construite probablement dans la deuxième moitié du XVIIIe siècle. Devant la chapelle se dresse une croix monumentale datée de 1812[139]. La cloche est de 1732[140].

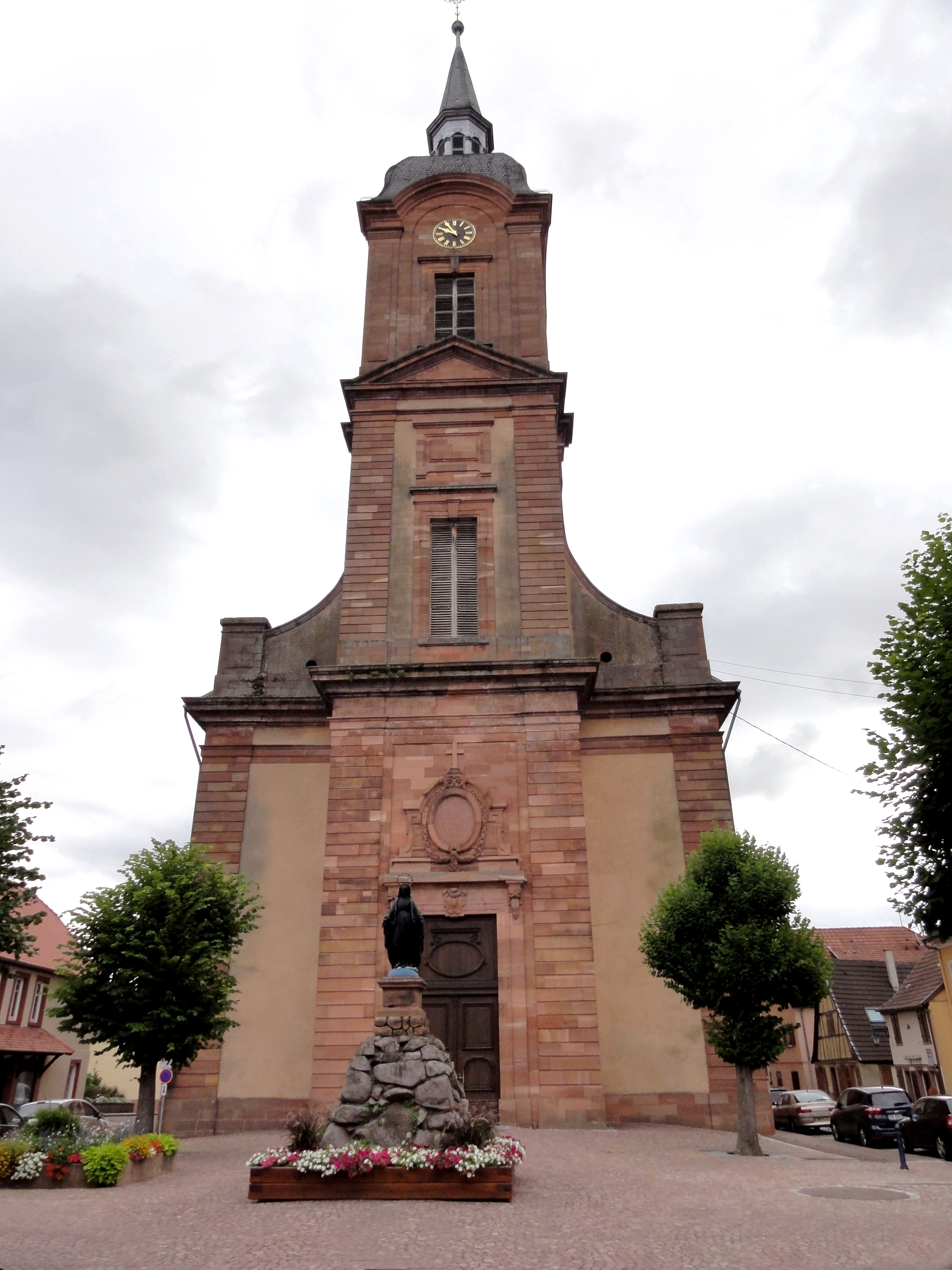
Église Saint-Michel.
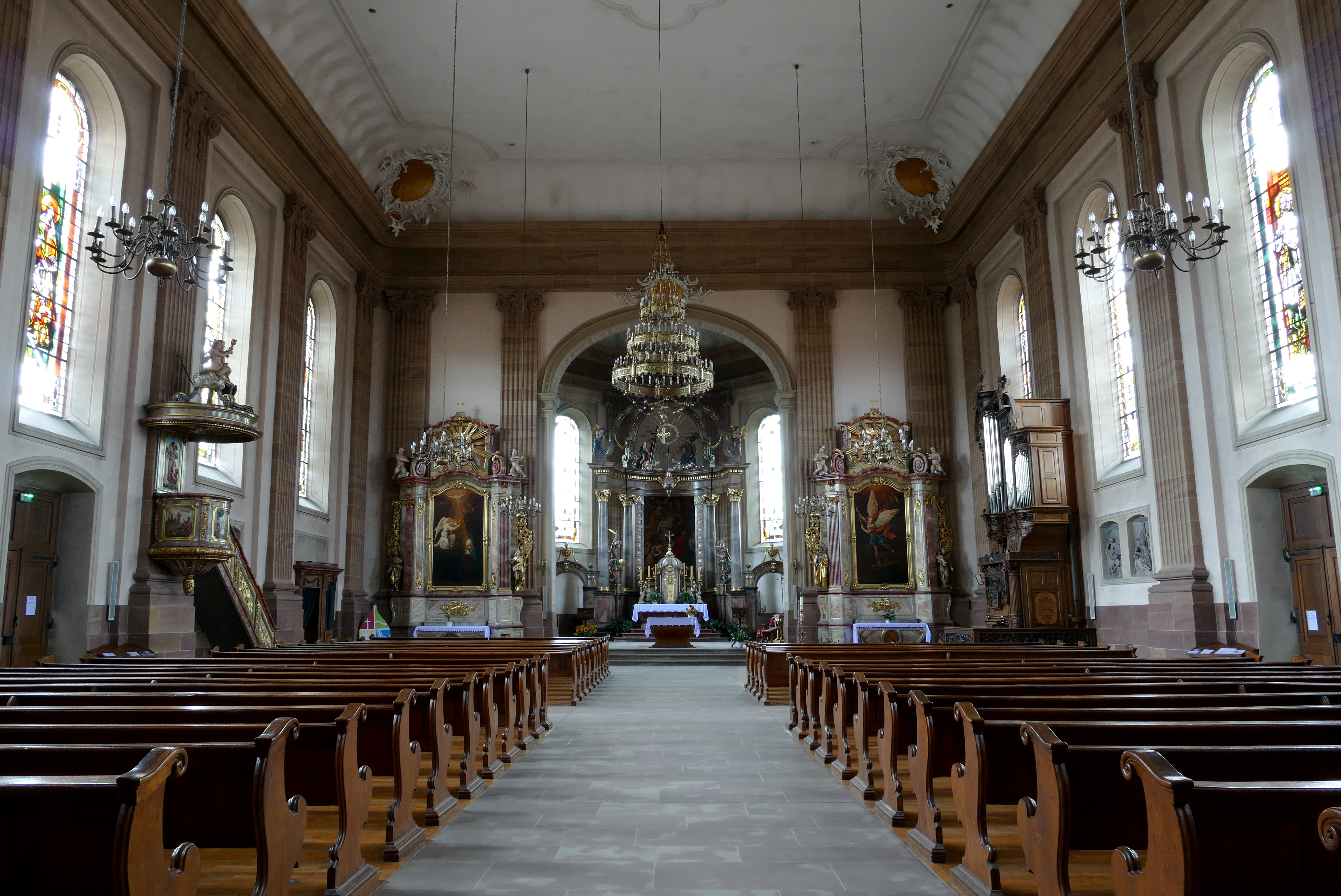
Vue intérieure de la nef vers le chœur.
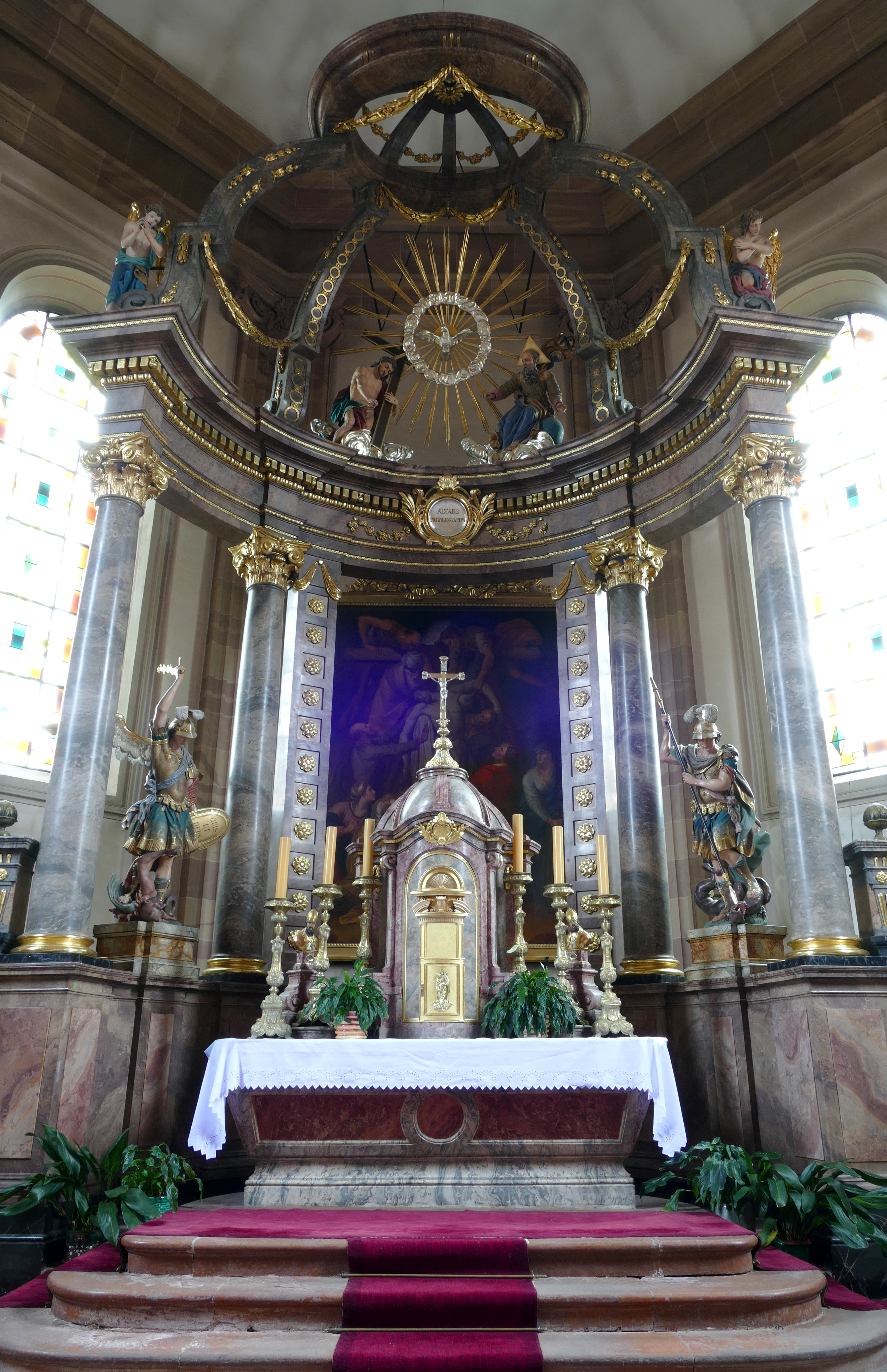
Maître-autel (1779).
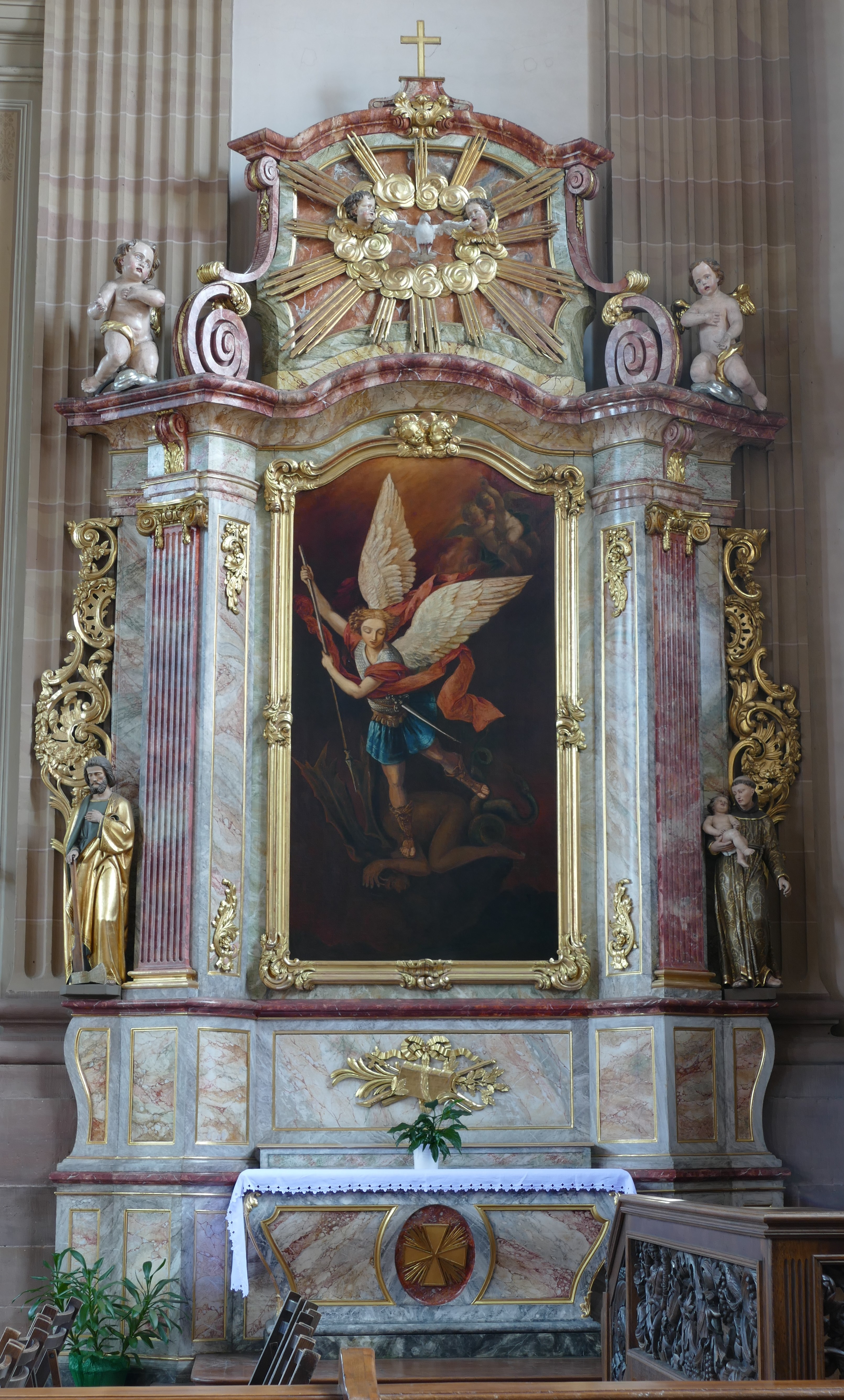
Autel secondaire « Saint-Michel » et maître-autel (1774).
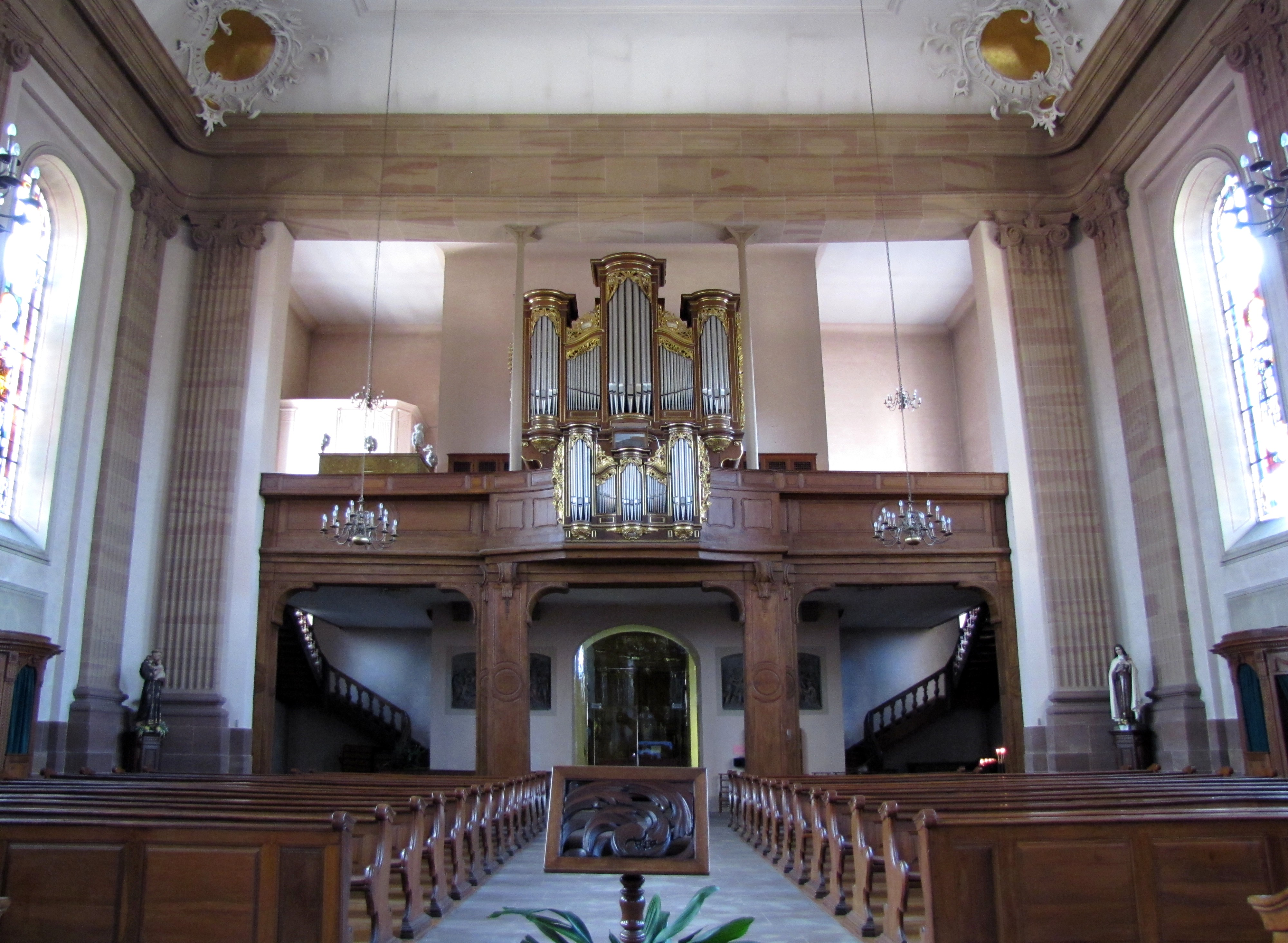
Vue intérieure de la nef vers la tribune d'orgue.
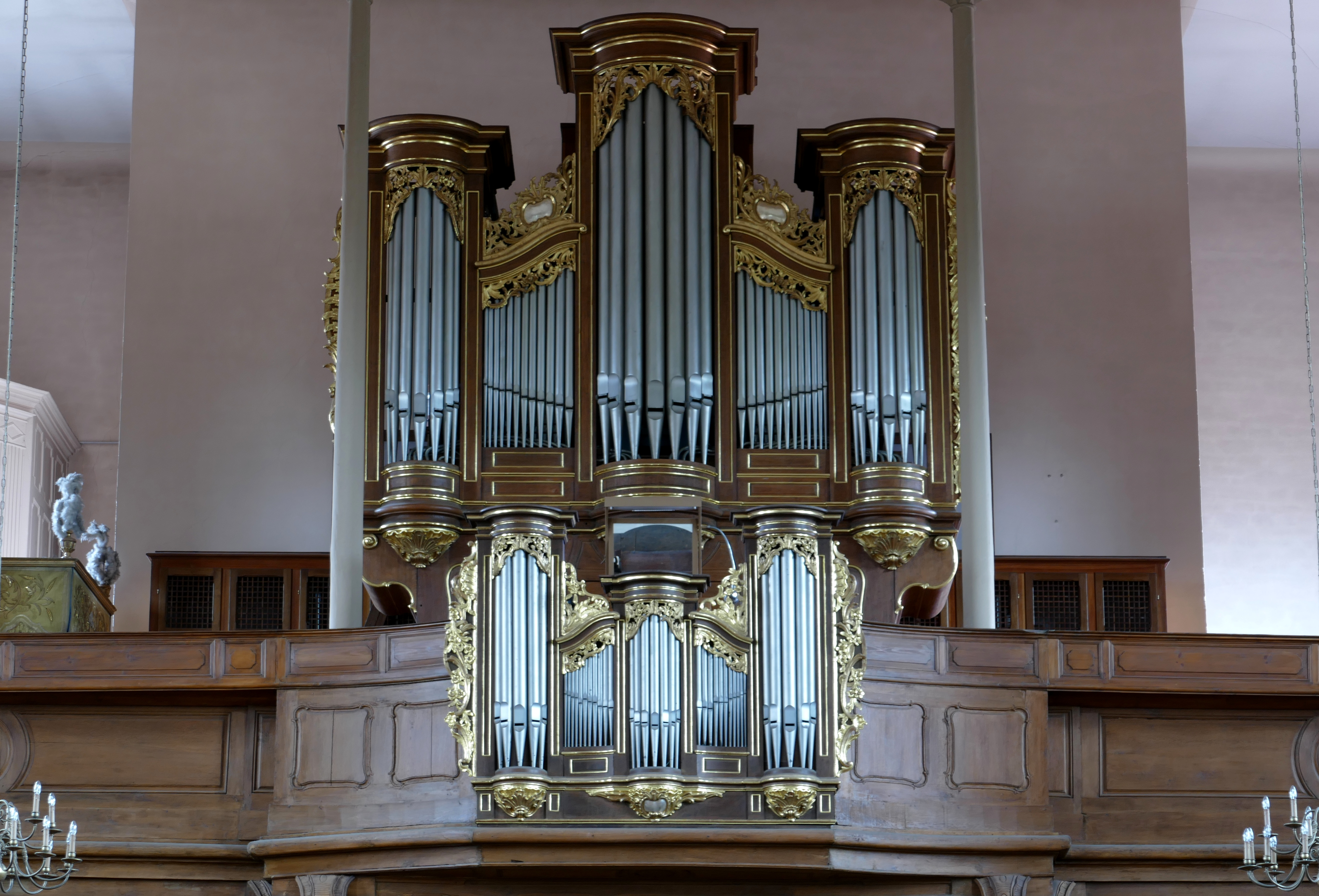
Orgue de tribune Stiehr-Roethinger (XVIIIe-XXe)[141],[142],[143],[144].
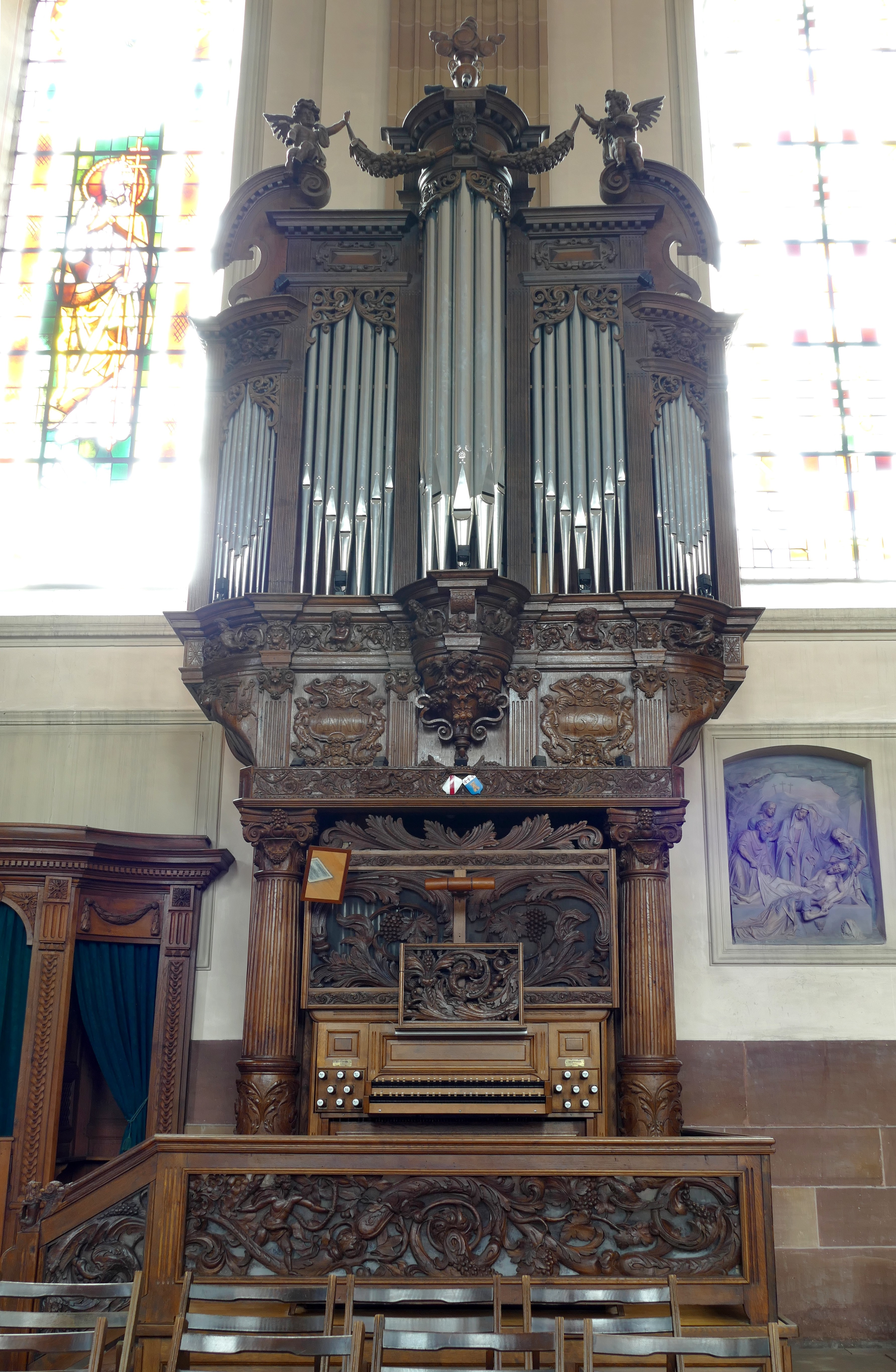
Orgue de chœur Frey-Unfer (1626-1984)[145],[146],[147],[148].
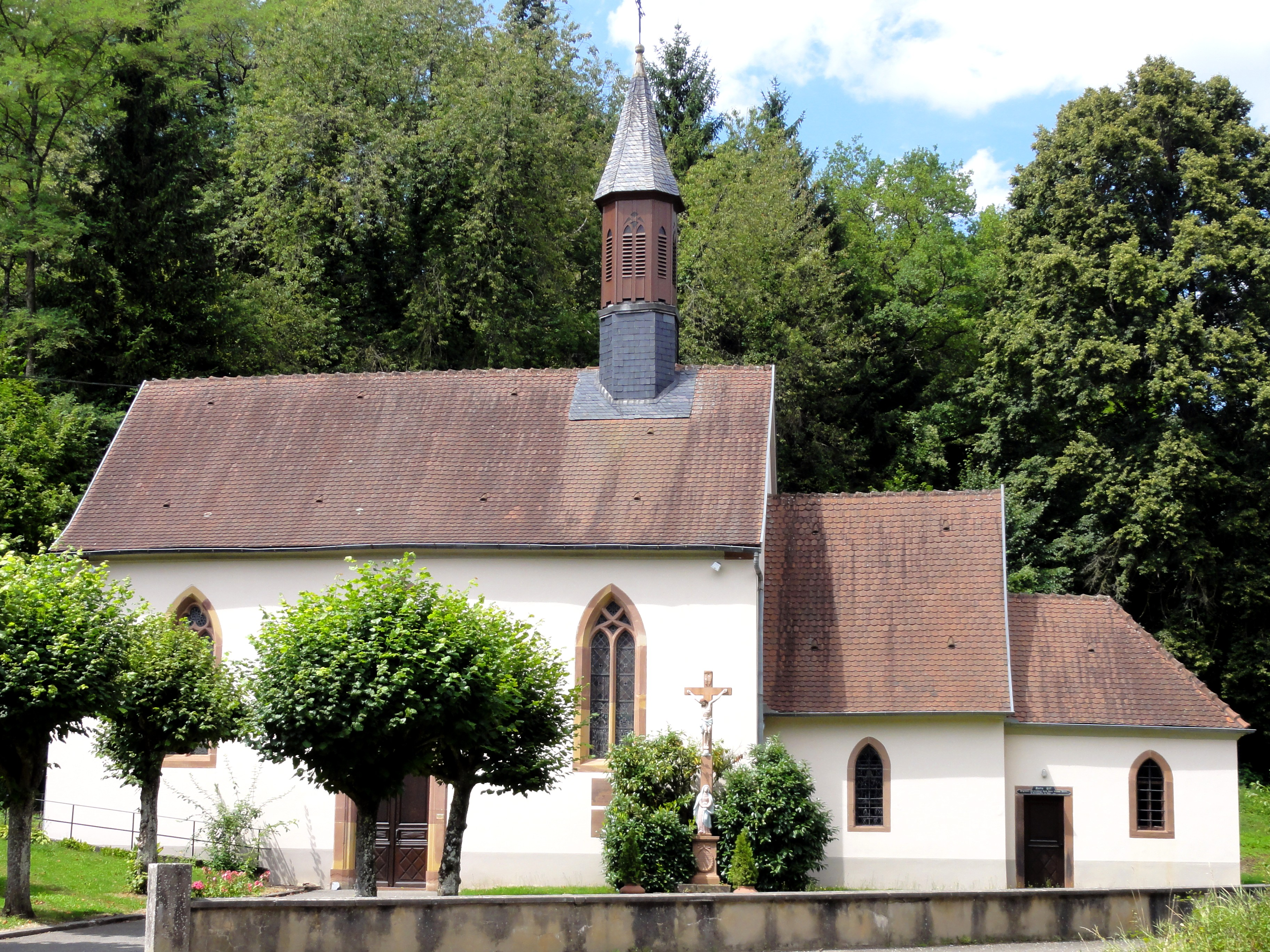
Chapelle Notre-Dame-du-Bon-Secours.
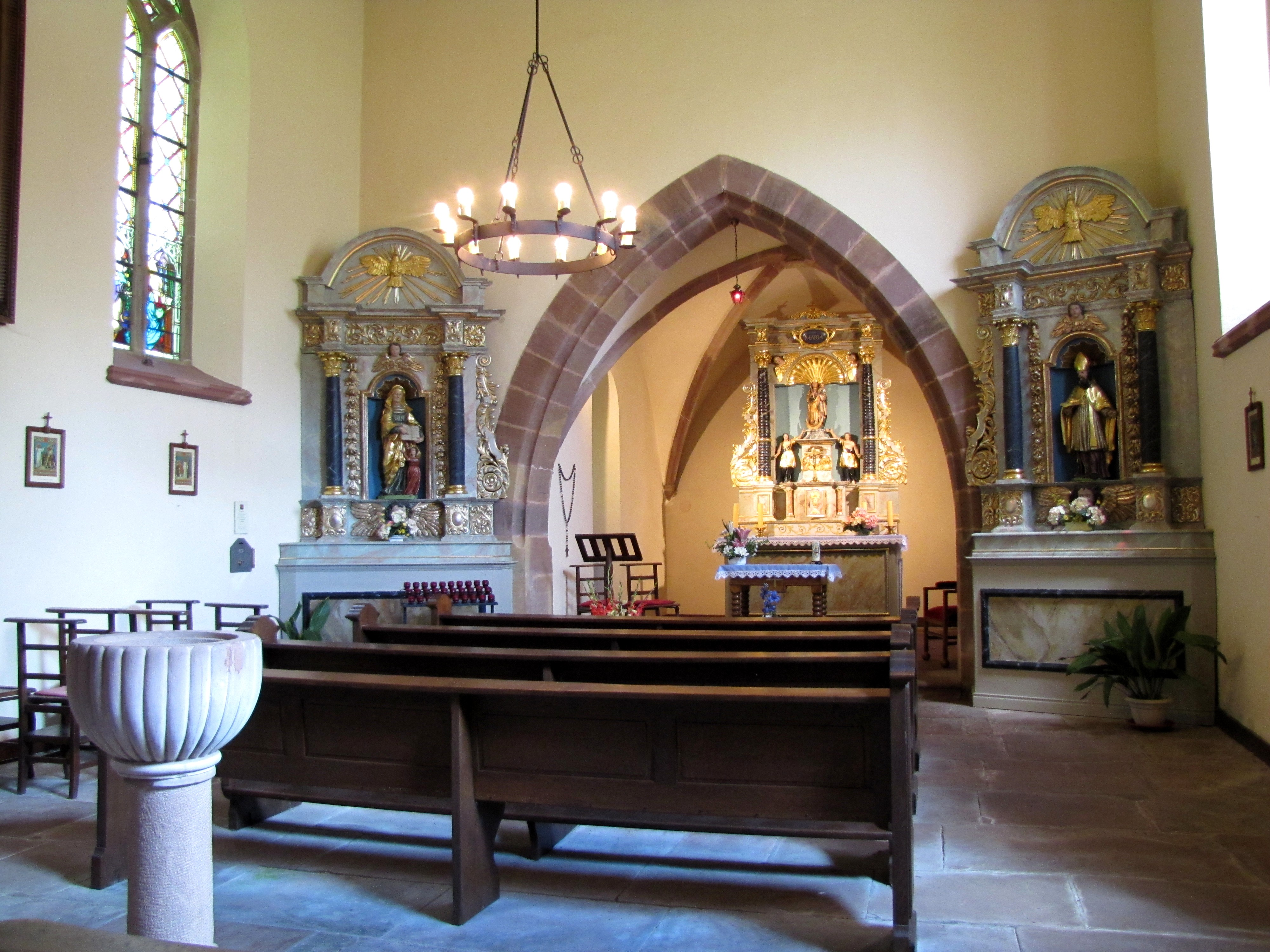
Intérieur de la chapelle.
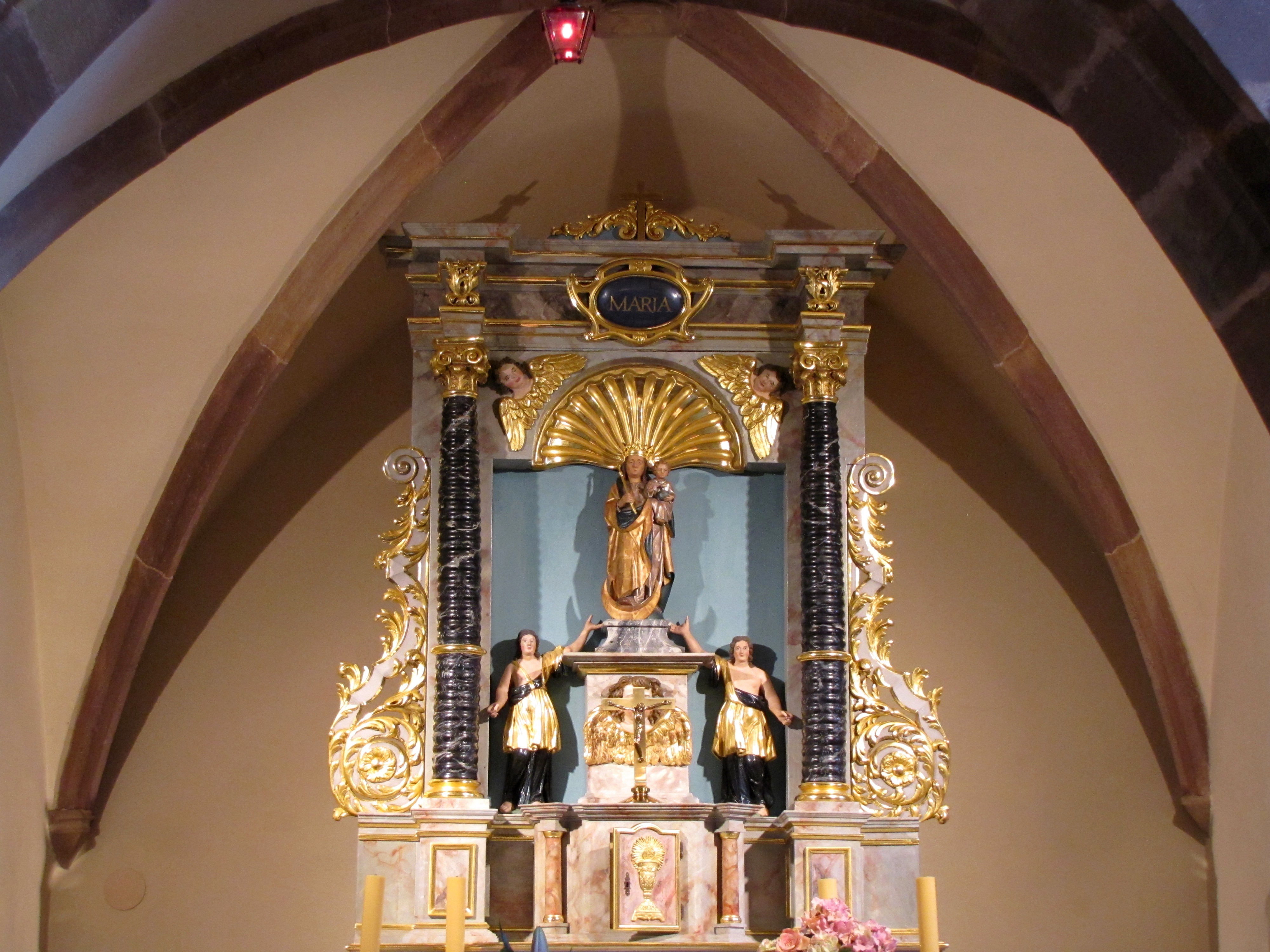
Maître-autel « Vierge à l'enfant » (XVIIe-XVIIIe-XIXe).
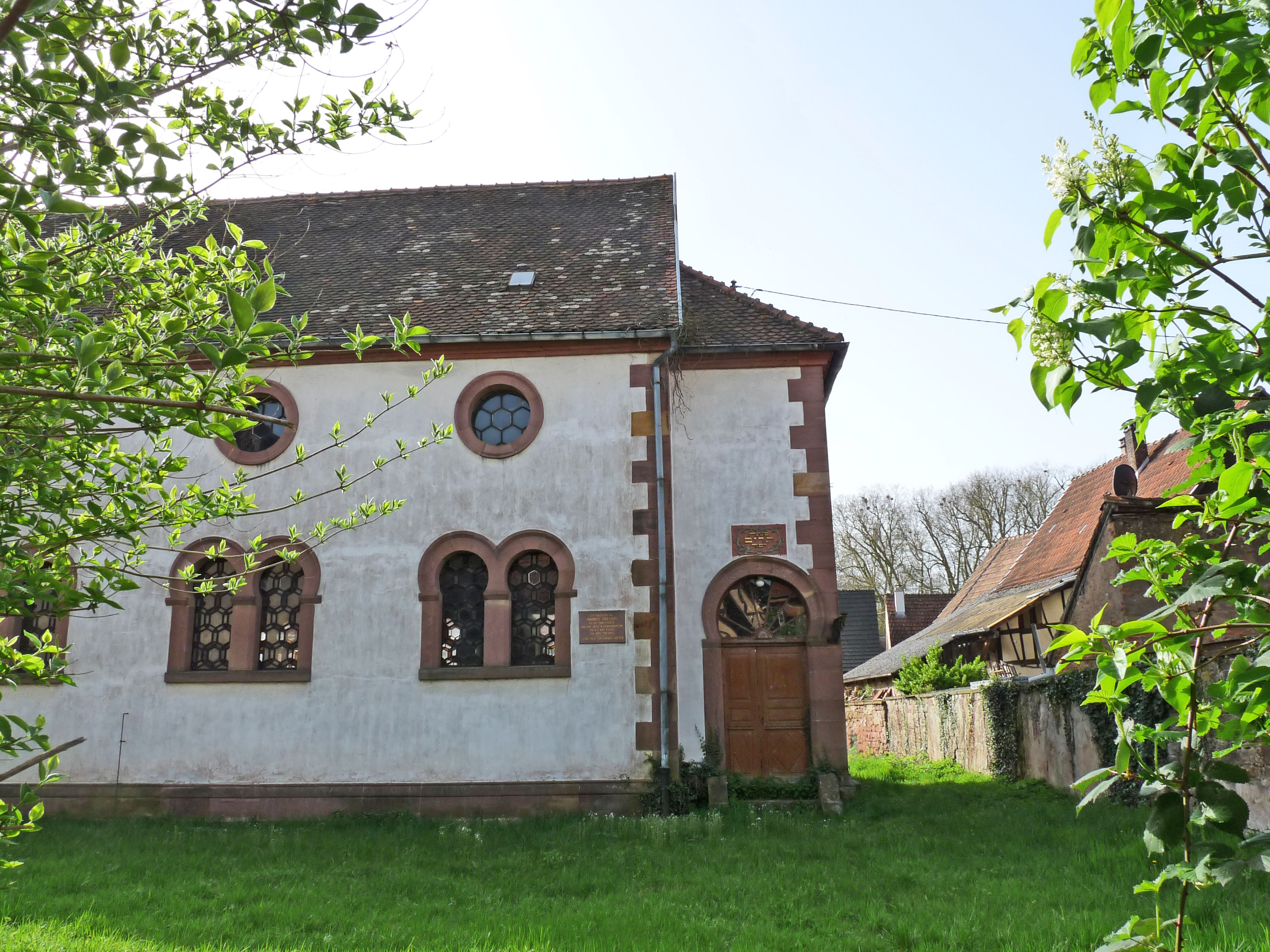
Synagogue (1851-1852).
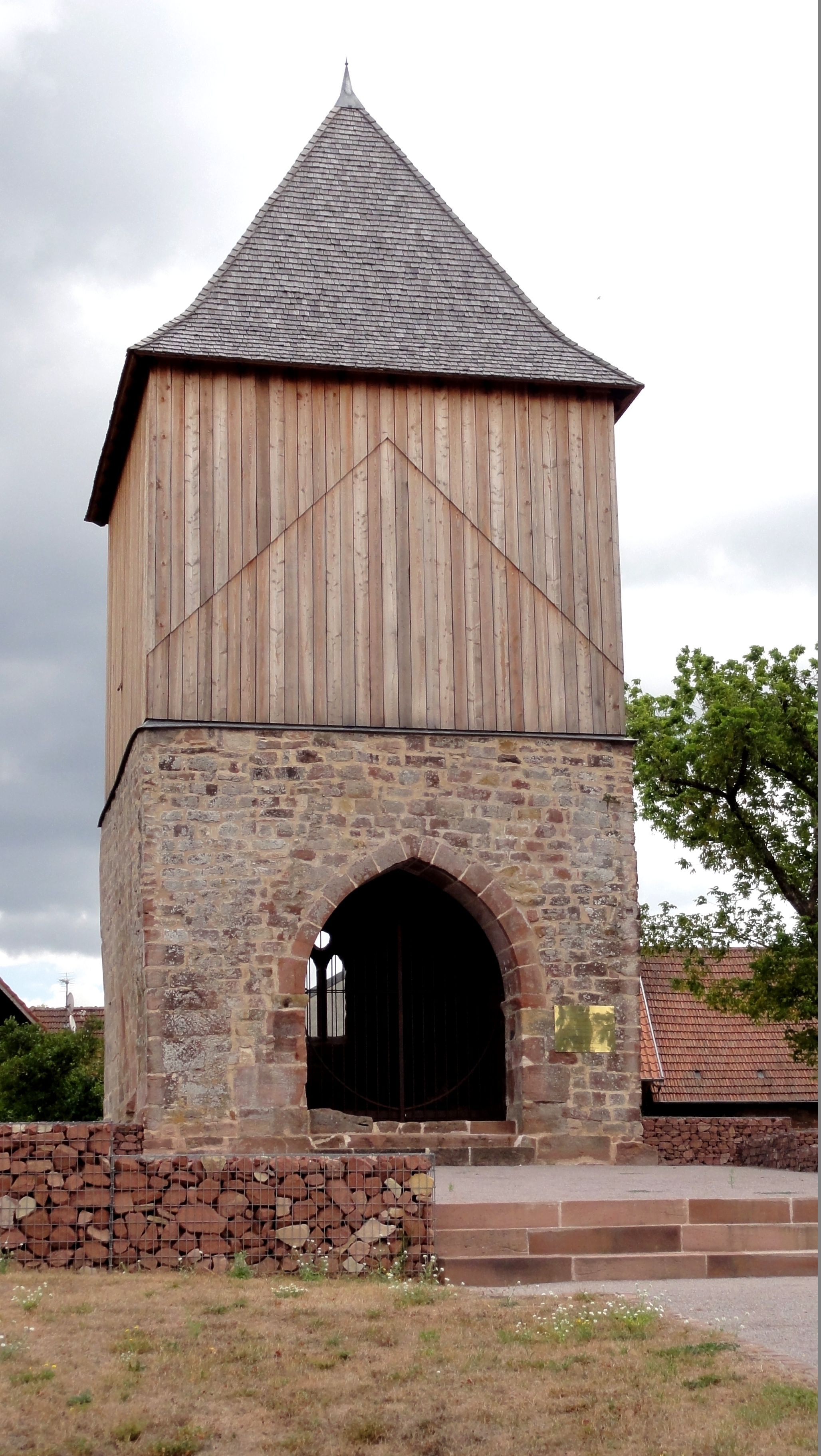
Ancienne léproserie (XIIIe-XIVe), Église dite Altkirch, rue des Prés.
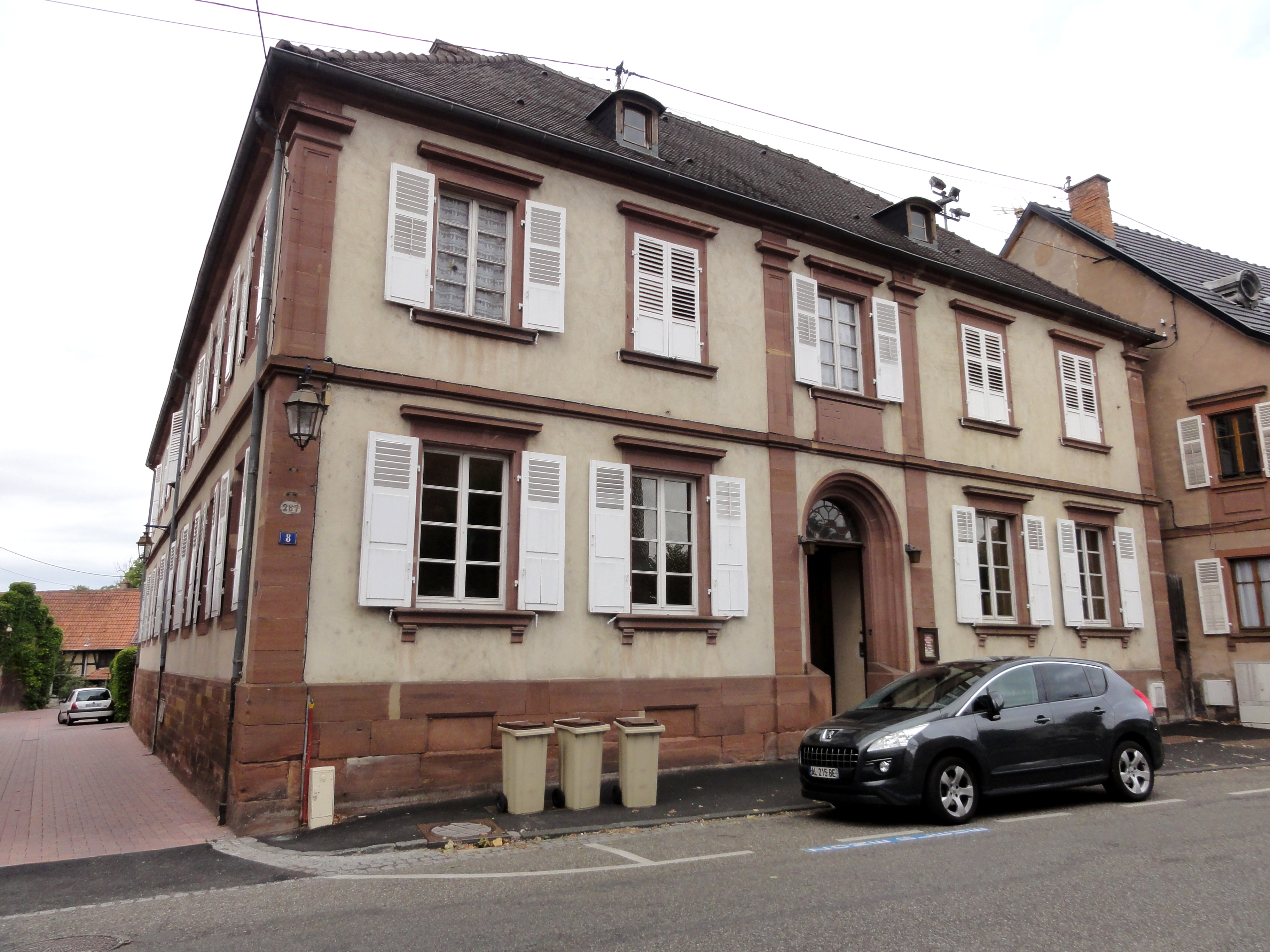
École, puis église luthérienne (1859), 8 rue du Général-Leclerc.
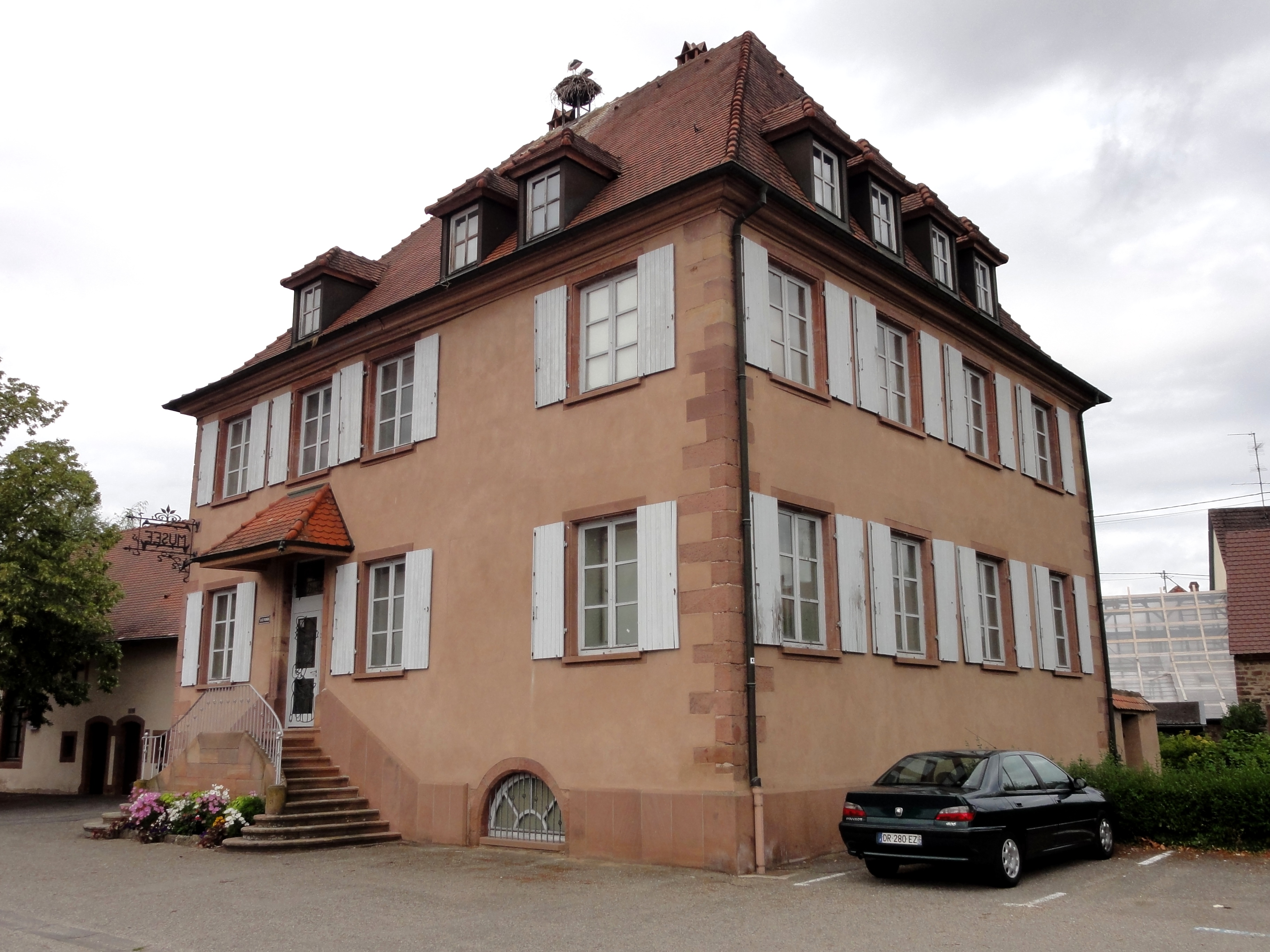
Presbytère (XVIIIe siècle), puis Musée du Fer, 9 rue Jeanne d'Arc.
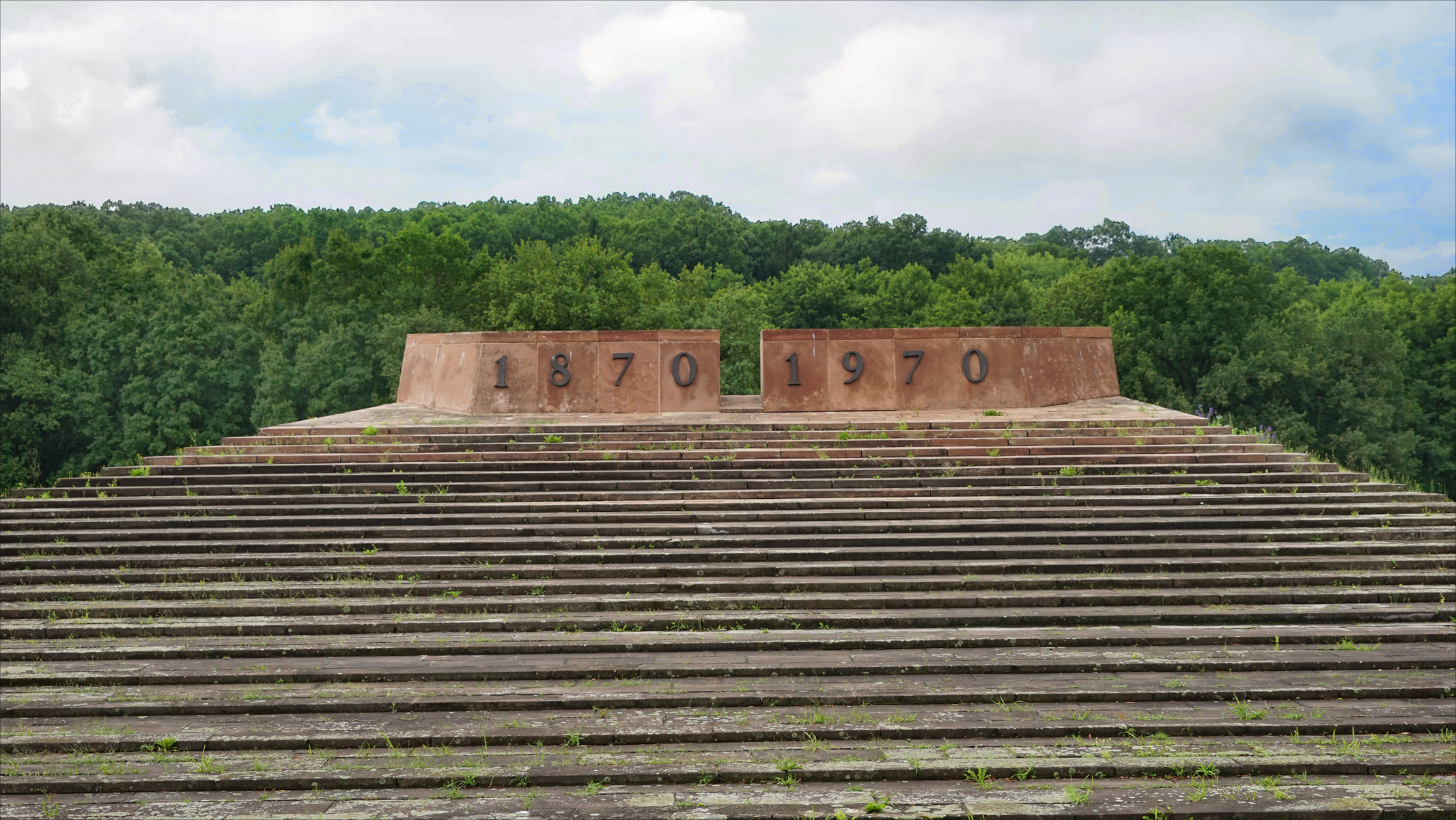
Monument aux cuirassiers de 1870.

- L'église paroissiale Sacré-Cœur-de-Jésus[149].
- L'école, temple dite Église évangélique luthérienne de Nehwiller[150],[151].
- Ancienne léproserie[152],[153] ou église dite Altkirch[154].
- La Synagogue de Reichshoffen de 1851-1852[155],[156],[157],[158].
- Les monuments commémoratifs :
  - Le monument des Cuirassiers[159],[160],
  - Le monument aux morts des ambulances de 1870[161],
  - Les monuments aux morts[162],[163],[164].

#### Le village

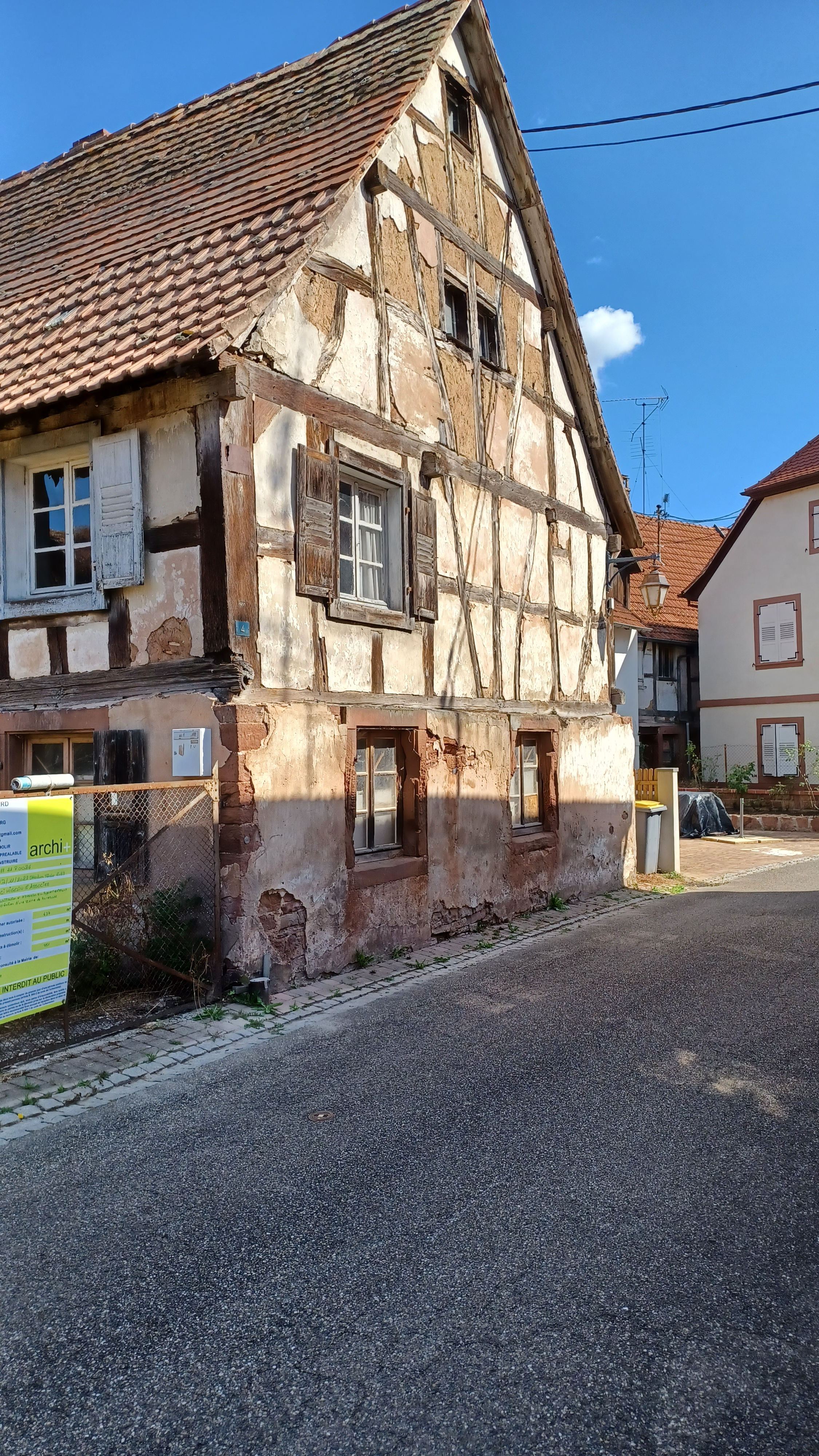
Maison 1703 4 rue des Roses.
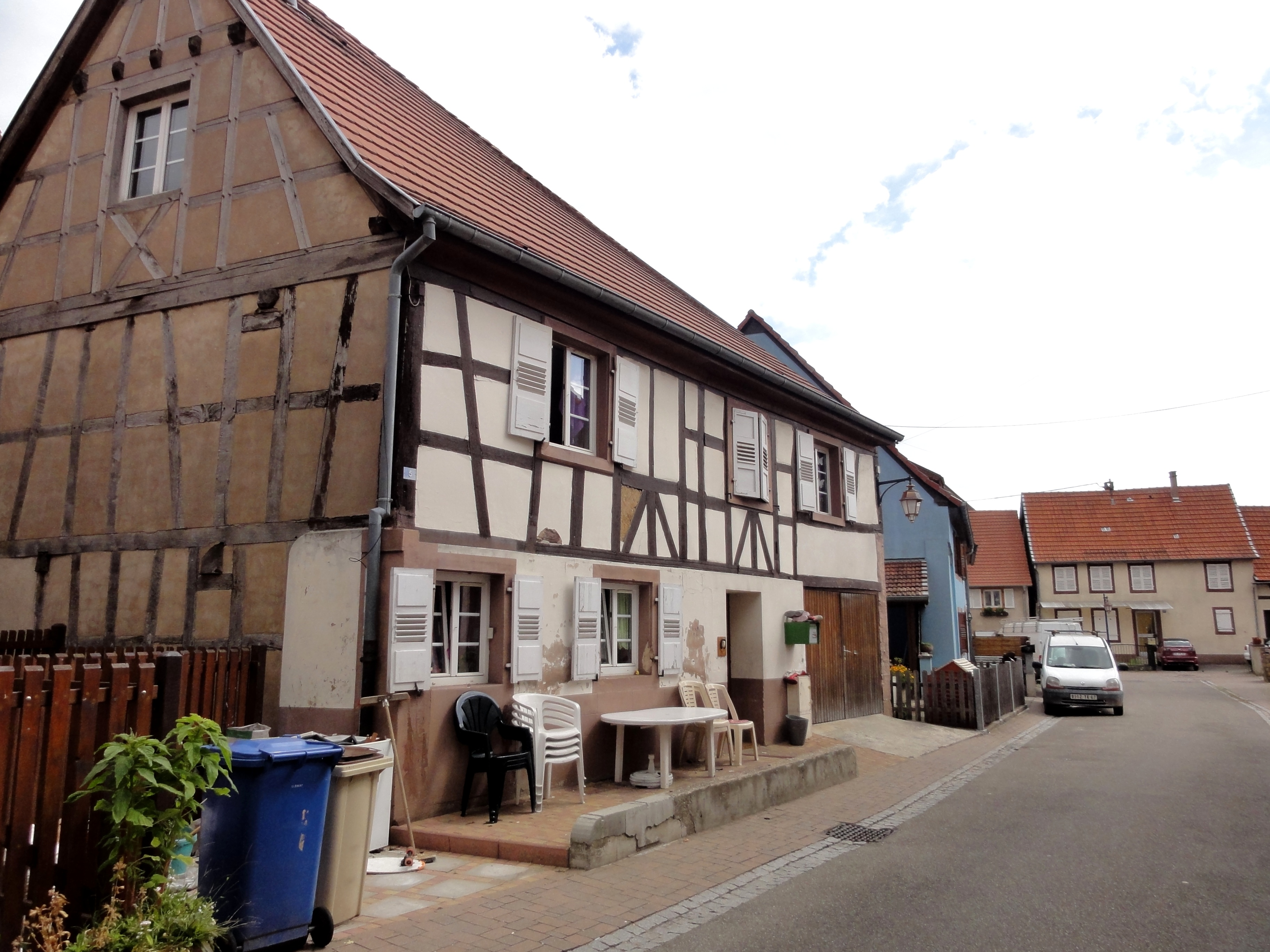
Maison de journalier (1725), 5 rue du Rempart.
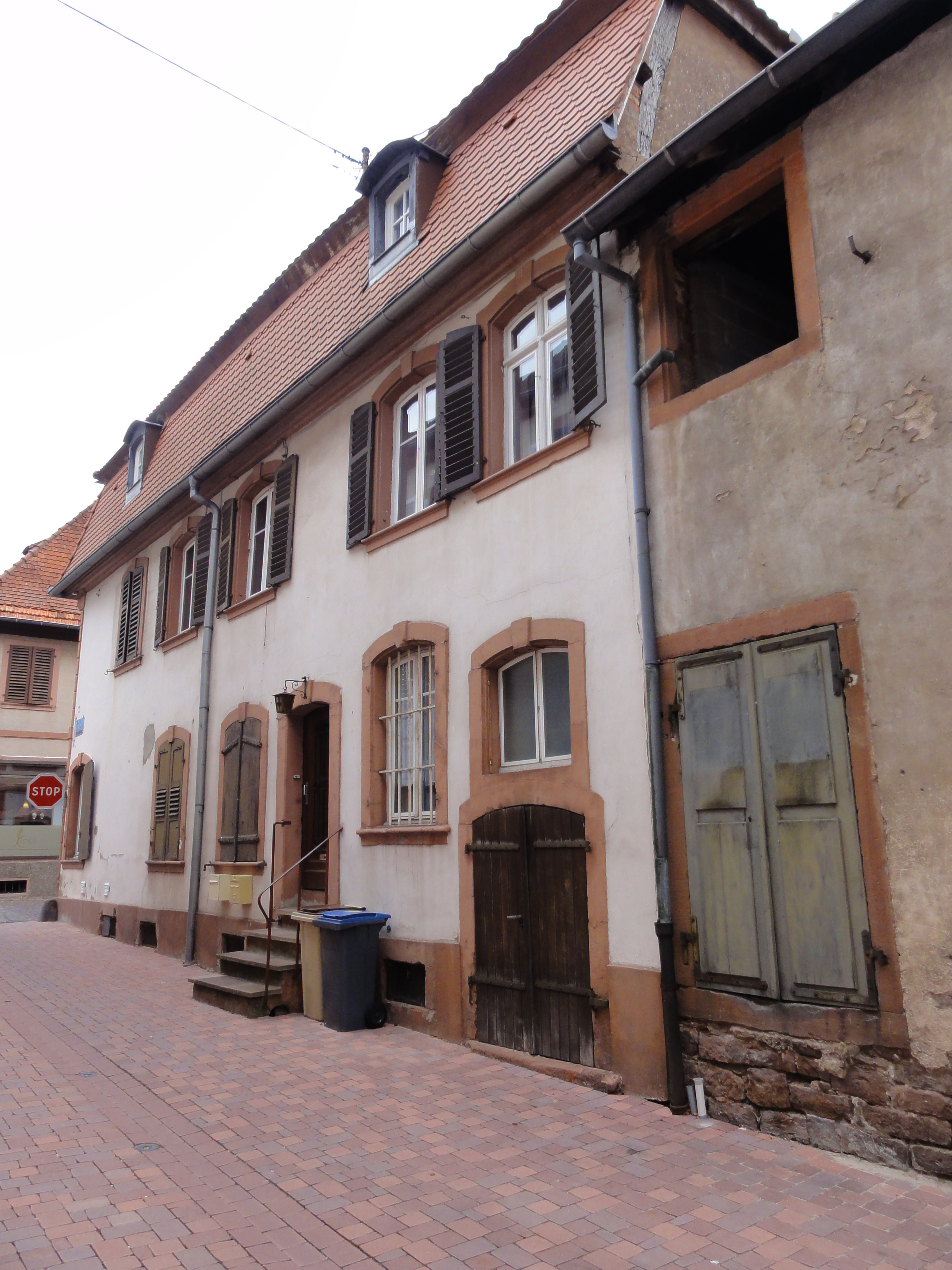
Maison (XVIIIe), 2 rue du Ruisseau.
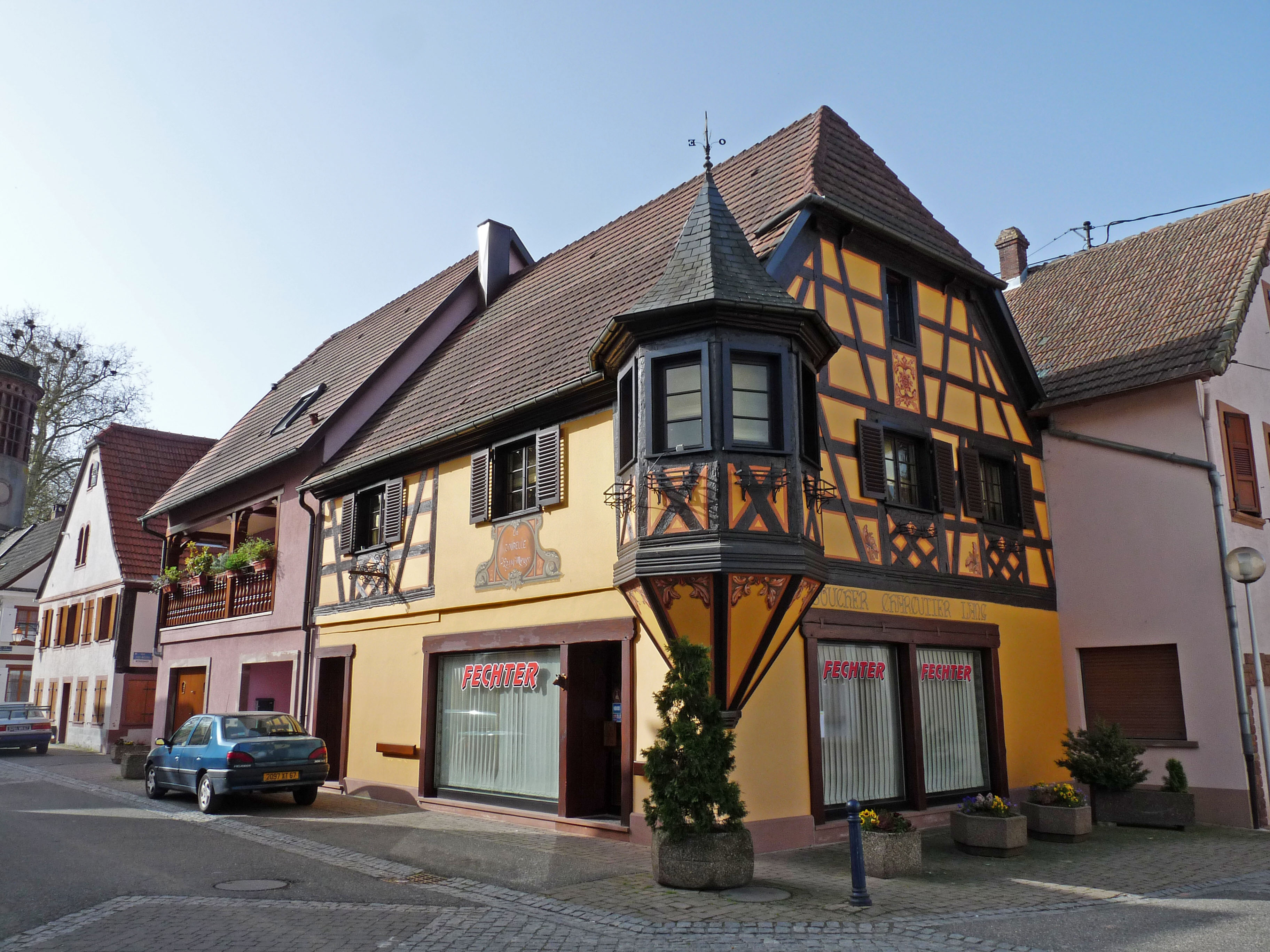
Maison (XVIIIe), 6 rue du Château.
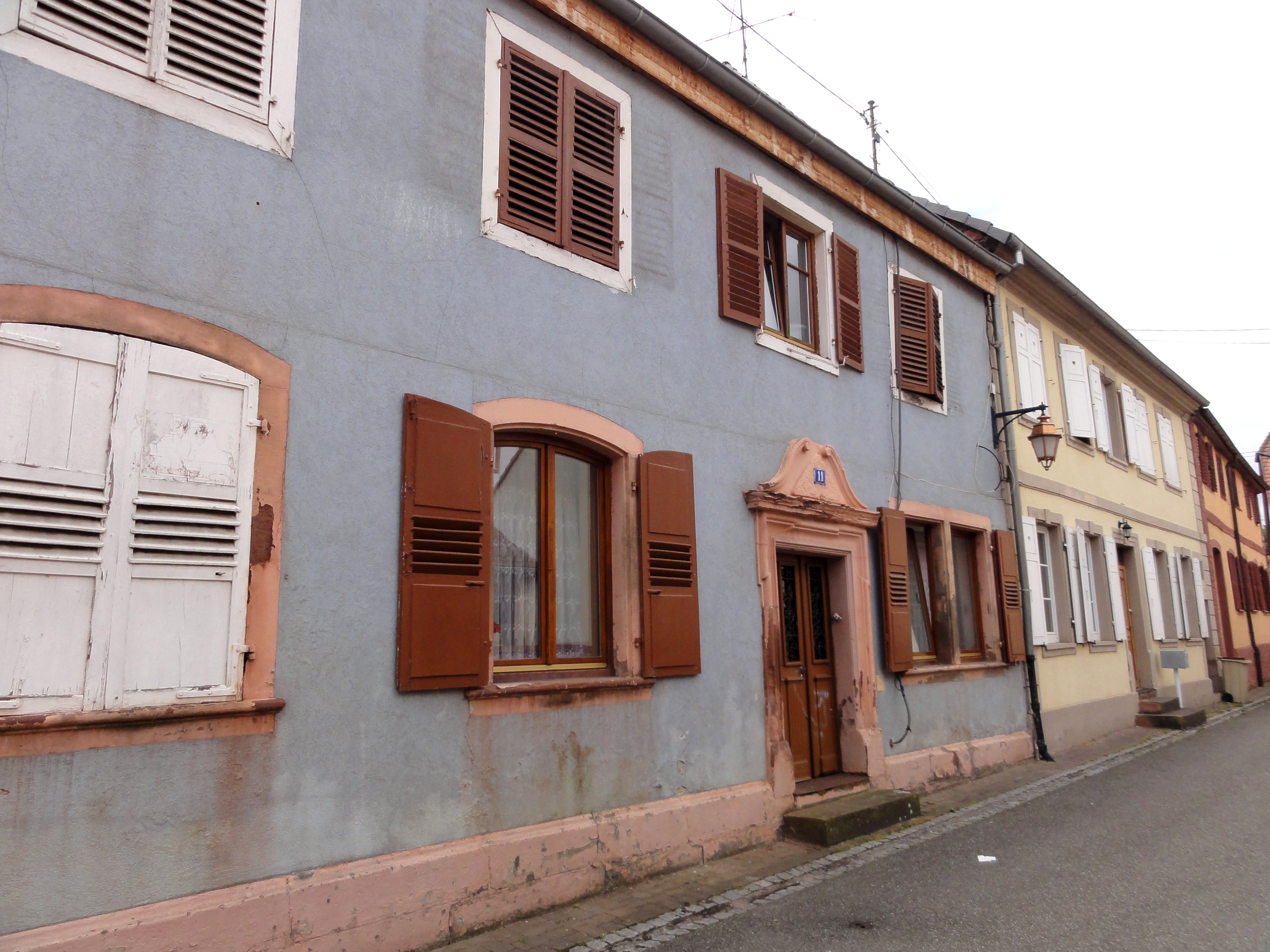
Maison (XVIIIe), 11 rue de la Synagogue.
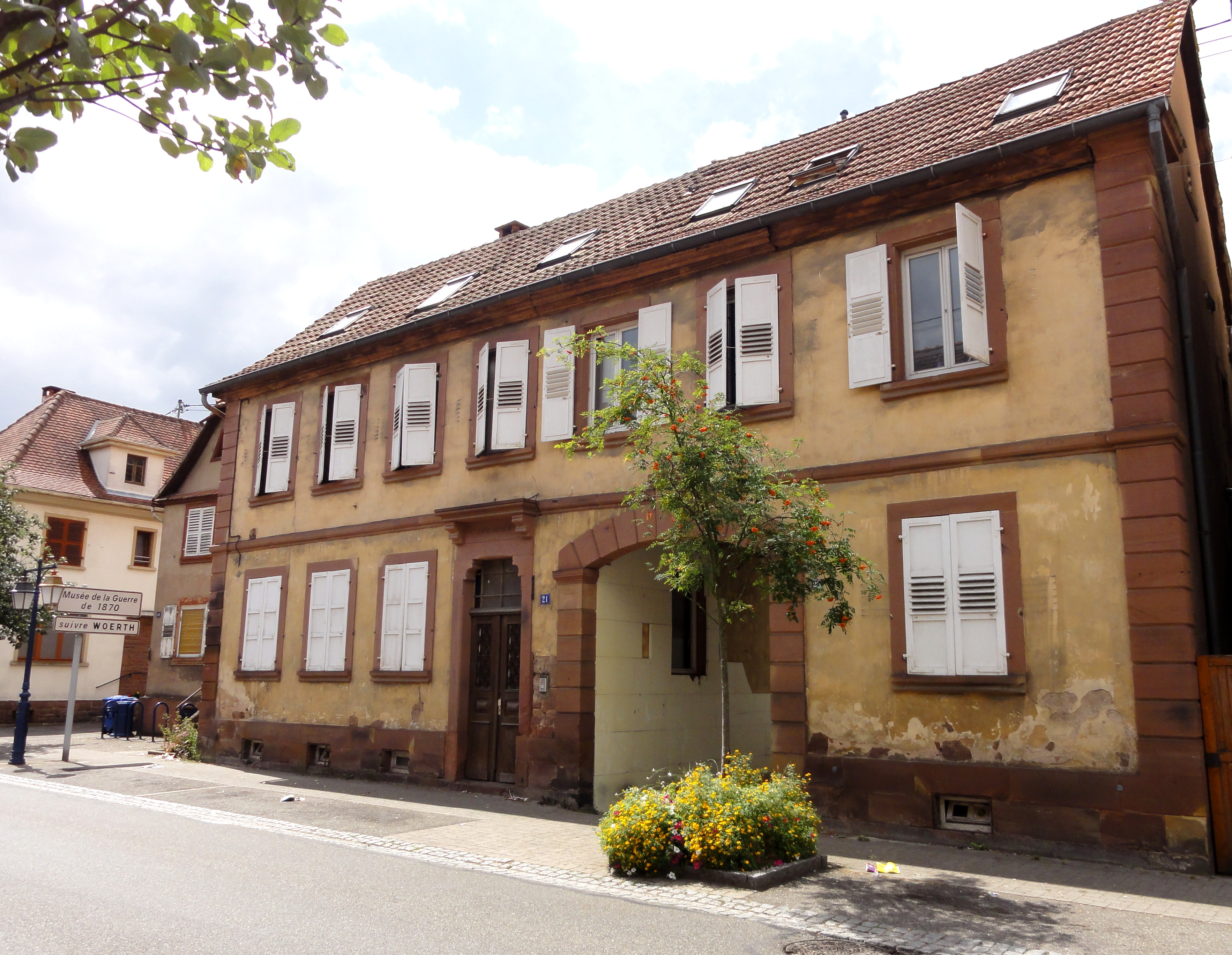
Maison (1877), 21 rue du Général-de-Gaulle.
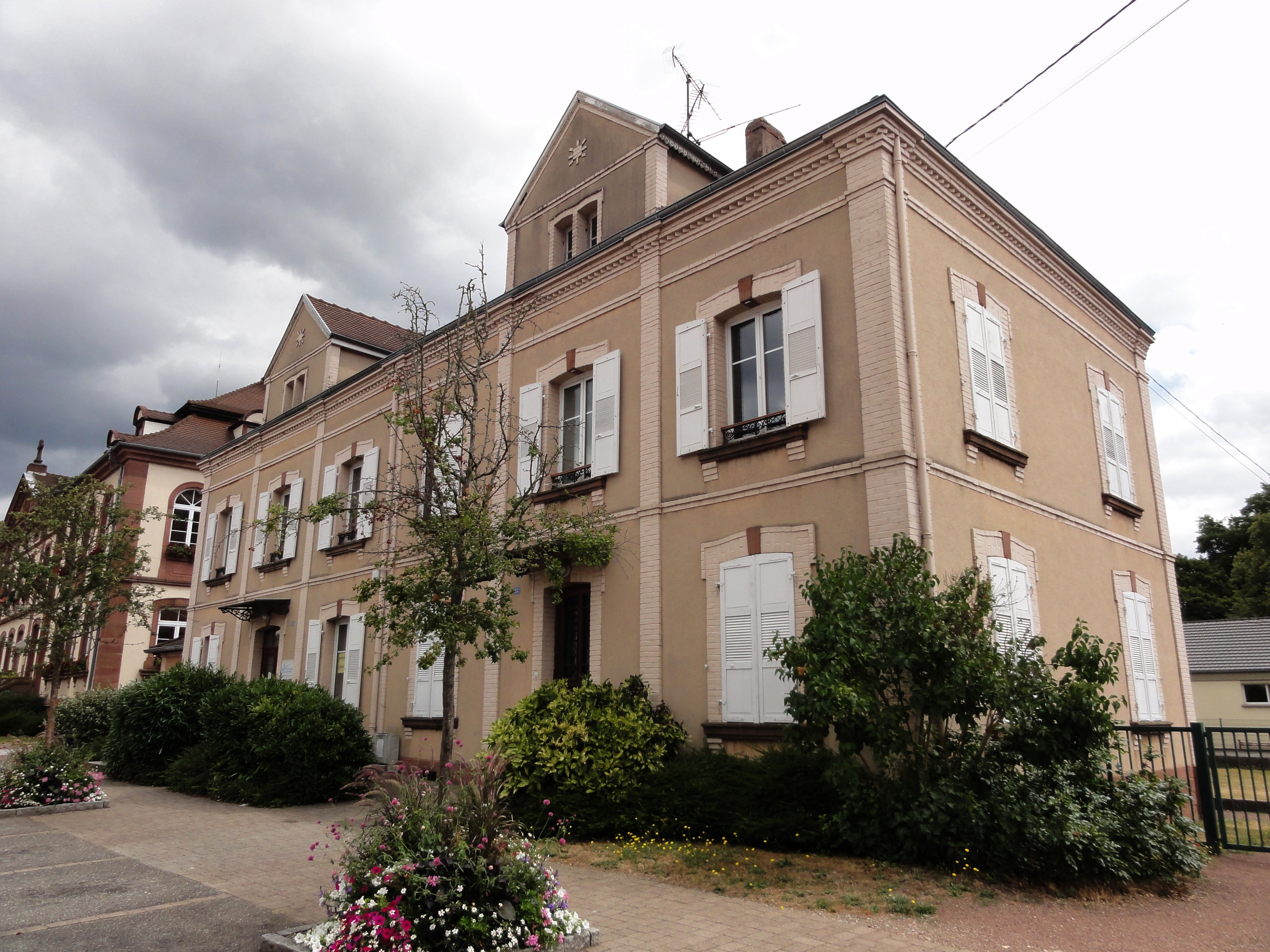
Maison des Frères (XIXe), 22 rue de la Liberté.
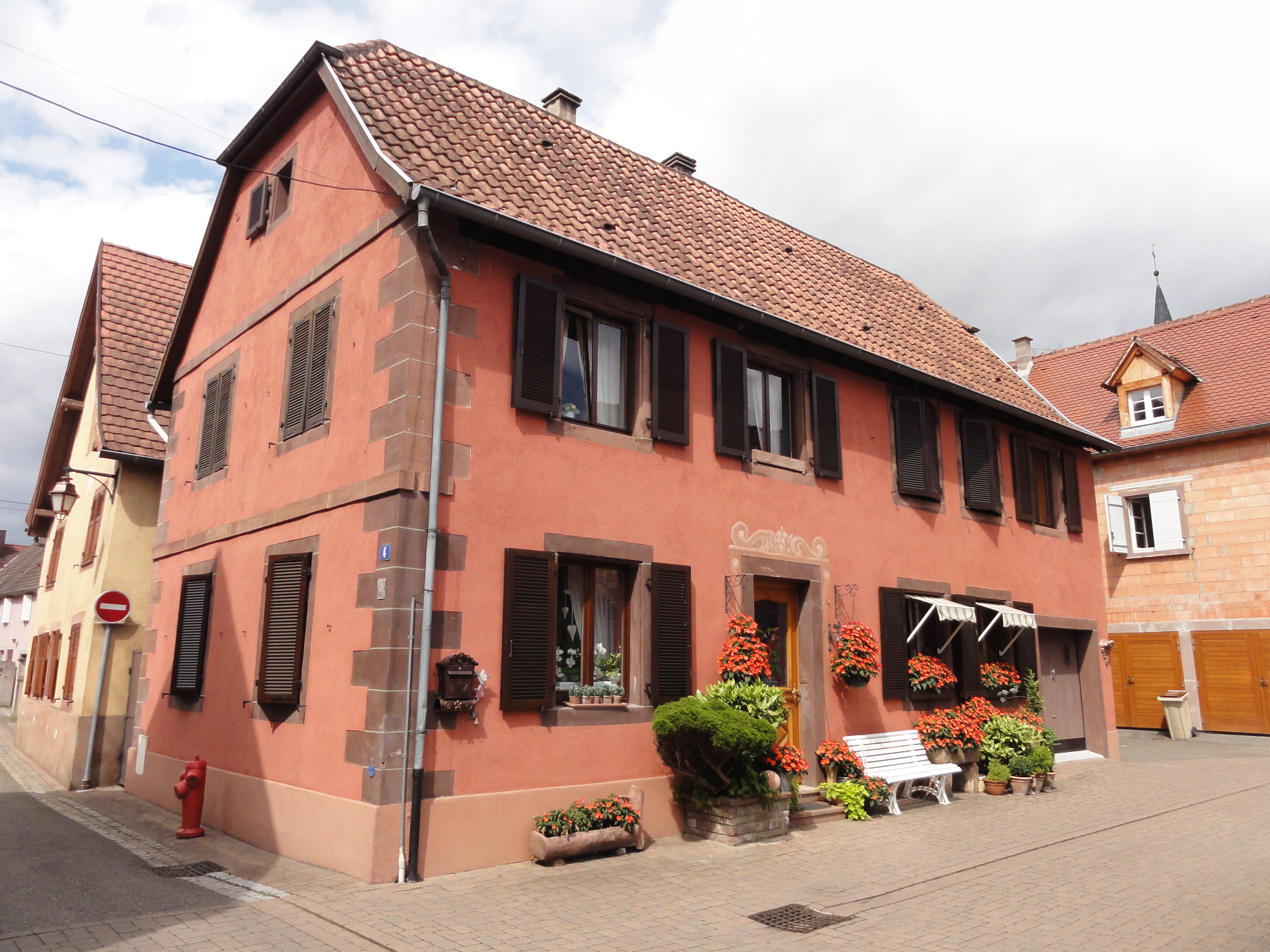
Maison (XIXe), 4 rue de la Synagogue.
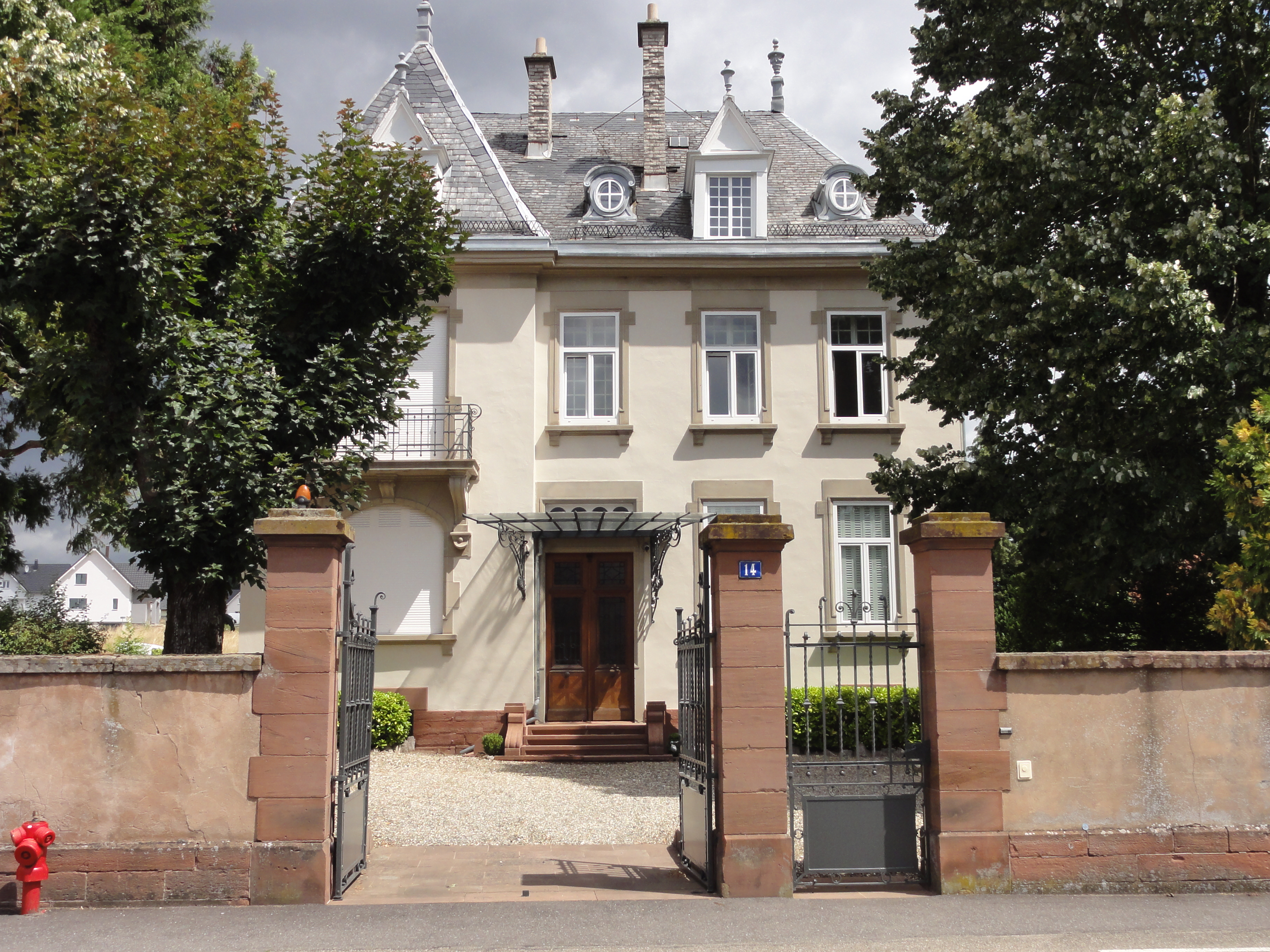
Maison de maître (1901), 14 rue du Faubourg-de-Niederbronn.
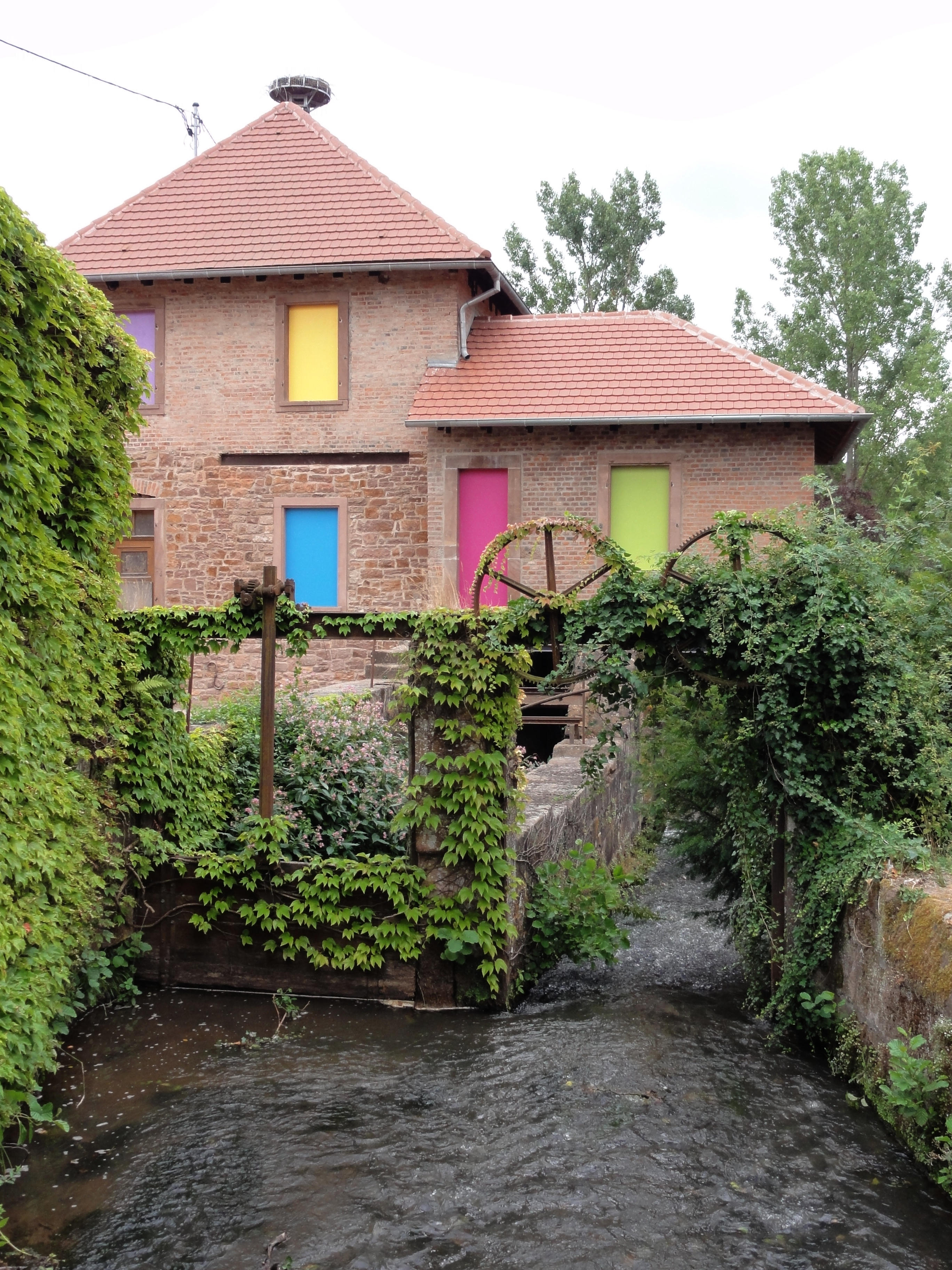
Moulin seigneurial (1601), 5 rue du Moulin.
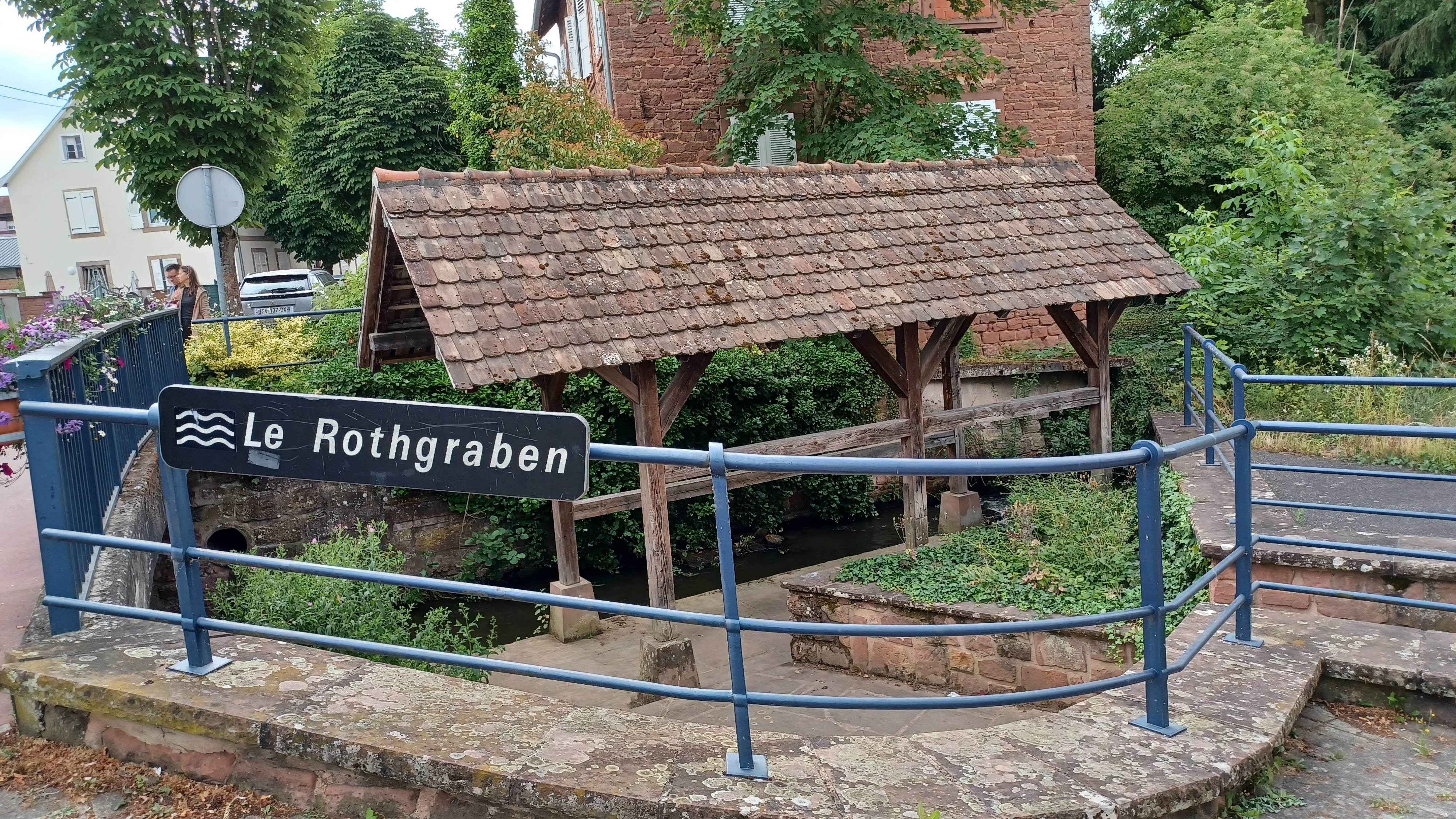
Lavoir sur la rivière du Rothgraben.

### Personnalités liées à la commune
- Christophe Joseph de Brusselles (° 12 septembre 1727 à Mannheim - † 19 avril 1811 à Reichshoffen), général de la Révolution française.
- François Grussenmeyer : élu au conseil municipal pendant 42 ans. Maire de la commune pendant 18 ans.
- Gaston Fleischel : inventeur et industriel.
- Famille de Dietrich.
- Rémy Bricka (bien qu'il soit né à Niederbronn-les-Bains, il a passé son enfance à Reichshoffen).
- Arthur Le Duc, sculpteur, auteur en 1873 d'une statue équestre intitulée sur la terrasse Reischoffen (sic), représentant le porte-étendard du 3e régiment de cuirassiers blessé à mort. Un exemplaire est exposé au musée Arthur-Le-Duc de Torigny-les-Villes ; un autre exemplaire, à restaurer après les dégâts dus aux bombardements de 1944, est conservé dans les réserves du musée des Beaux-Arts de Saint-Lô.
- Serdar Gürler : footballeur international turc.
- Louis Hickel (1920-1977), résistant, médecin et homme politique français, y est né.

### Héraldique
| Blason de Reichshoffen | Blason  | D'azur à la tour d'or, ouverte du champ, maçonnée de sable, au chef d'argent chargé de trois fleurs de lys de gueules. |
| Blason de Reichshoffen | Détails | Le terme « maçonné de sable » signifie que le motif de la tour d'or (de couleur jaune) est détourée par une autre couleur, le « sable » représentant le noir. Le chef d'un blason est le tiers supérieur de l'écu. Le mot « gueules » signifie « rouge ». La tour rappelle l'ancienne ville fortifiée (dont on voit encore des traces) et la présence d'un château. Les fleurs de lys soulignent l'appartenance à la France. |